# Пфенниг

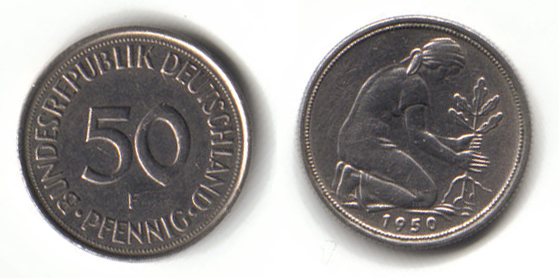
50 пфеннигов ФРГ 1950 года. Изображение женщины, которая сажает дубовый росток, символизирует восстановление Германии после разрушительной Второй мировой войны

Пфе́нниг (нем. Pfennig) — немецкая денежная единица.
В письменных источниках слово «пфенниг» появляется в IX—X столетиях. Сам термин рассматривается как изначальное германоязычное обозначение денария. После распада Каролингской империи на несколько королевств на их территориях продолжали чеканить денарии. Соотношение, заложенное при Карле Великом, 1 фунт = 20 шиллингам = 240 денариям, сохранялось в течение многих столетий после его смерти. Шиллинг и фунт долгое время оставались счётными и весовыми единицами, так как реальных монет данного номинала не выпускали. В обороте находились лишь пфенниги и их производные. Данный период в германоязычной нумизматической литературе обозначается как «время пфеннига», так как до появления гроша в XIII столетии он оставался единственной монетой в обороте.
С появлением в широком обороте новых денежных единиц пфенниг стал равным 1⁄12 гроша. К XV столетию пфенниг окончательно становится мелкой разменной монетой. После появления крупных серебряных монет в немецких государствах сложилась денежная система, включавшая три типа монет — талер, грош и пфенниг. Пфенниг, являясь разменной частью гроша, стал представлять наименьшую разменную единицу.
После объединения германских государств в единую империю в 1871 году перед центральным правительством стал вопрос об унификации денежных систем. Законами от 1871 и 1873 годов вводилась новая валюта, впоследствии получившая название «золотой марки». Пфенниг становился разменной единицей, равной 1⁄100 марки. С началом Первой мировой войны Германская империя столкнулась с целым рядом трудностей. Одной из них были громадные финансовые затраты на ведение войны. Это способствовало возникновению острой нехватки наличных денег в обороте, то есть демонетизации экономики. Серебро и золото быстро исчезли из оборота. Вскоре население стало накапливать и разменную монету из меди. В этих условиях ряду городов было разрешено выпускать собственные деньги чрезвычайных обстоятельств (нем. Notgeld). Плохо контролировавшийся центральным правительством процесс выпуска нотгельдов привёл к тому, что количество типов банкнот и монет стало исчисляться тысячами. В виде нотгельдов выпускали как марки, так и пфенниги.
Нормализация денежного обращения наступила после введения в оборот рентных и рейхсмарок в 1923—1924 годах, разменными единицами которых оставались пфенниги. Во время нацистской Германии появились т. н. лагерные пфенниги — монеты и банкноты, имевшие хождение в организованных в нацистской Германии гетто, трудовых и концентрационных лагерях в 1933—1945 годах, а также пфенниги для оккупированных территорий. После поражения во Второй мировой войне Германия была разделена на 2 части — ГДР и ФРГ. В обеих странах чеканили пфенниги как 1⁄100 марки. После объединения Германии пфенниги ГДР демонетизировали. Пфенниги оставались законным платёжным средством на территории Германии вплоть до введения евро в 2002 году. После появления новой общеевропейской валюты Бундесбанк не установил никаких временных и количественных ограничений по обмену марок и пфеннигов на евро.

## Этимология
Этимология слова не до конца понятна. Существует несколько предположений относительно того, как серебряный «денарий» трансформировался в «пфенниг». Версию о происхождении от лат. pondus «вес» лингвисты оценивают как маловероятную. Возможно, на название монеты повлияла её вогнутая форма, напоминающая сковороду (от вульг.-лат. panna «сковорода»). Не исключено, что на происхождение пфеннига оказало влияние латинское слово лат. pannus «ткань». Ткань в эпоху средневековья использовалась не только для пошива одежды, но и, наряду с монетами, выполняла функцию средства обмена.
В древневерхненемецком языке слова «panding», «pending» и их разнообразные формы появились в VIII столетии и стали вытеснять из обихода другие обозначения «денариев». В древнесаксонском языке слово «пфенниг» встречается с X столетия. В других землях средневековой Европы денарий трансформировался в пеннинги и пенни. В XX столетии в новосозданных Польской республике и Боснии и Герцеговине в качестве национальных денежных единиц были приняты марки, разменными монетами которых приняты фениги в Польше и фенинги в Боснии и Герцеговине.

## История появления. Время пфеннига

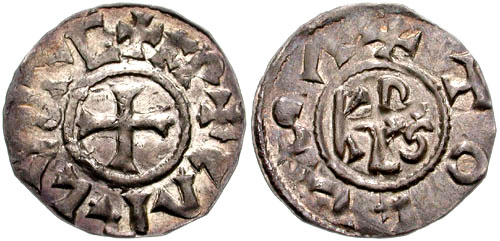
Денарий Карла Великого, отчеканенный в Тулузе

В письменных источниках слово «пфенниг» появляется в IX—X столетиях. Сам термин рассматривается как изначальное германоязычное обозначение денария. Монетной реформой Карла Великого во Франкском королевстве была установлена денежная система, согласно которой 1 фунт подразделялся на 20 солидов (шиллингов), каждый из которых, в свою очередь, — на 12 денариев. Таким образом, из 1 фунта серебра следовало чеканить 240 денариев. После распада Каролингской империи на несколько королевств на их территориях продолжали чеканить денарии. Шиллинг и фунт долгое время оставались счётными и весовыми единицами, так как реальных монет данного номинала не выпускали. В обороте находились лишь пфенниги и их производные. Данный период в германоязычной нумизматической литературе обозначается как «время пфеннига», так как до появления гроша в XIII столетии пфенниг оставался единственной монетой в обороте. На пфеннигах описываемого времени в большинстве случаев помещали либо крест, либо изображение человека или здания. Пфенниги получили распространение в качестве торговой монеты в бассейне Балтийского моря.
Во время высокого Средневековья (XI—XIV столетия) производство монет характеризовалось постоянной перечеканкой. Перевыпуск новой монеты из старой сопровождался хоть и небольшим, но постоянным снижением пробы и массы. Технология изготовления денег постепенно упрощалась. Масса средневекового пфеннига постоянно уменьшалась, в то время как диаметр оставался неизменным. Кружок монеты стал настолько тонким, что изображения аверса и реверса проступали на противоположных сторонах, тем самым искажая друг друга.
К этому времени относится появление таких понятий, как реновация монет и «вечный пфенниг». Вероятно, первоначально реновация монет рассматривалась как единовременное упорядочение денежного обращения путём изъятия старых изношенных и обрезанных монет и замены их на новые, полноценные. Впоследствии эта процедура начала использоваться для извлечения дополнительного дохода в рамках эксплуатации монетной регалии путём выпуска в обращение новых неполноценных монет, содержание драгоценного металла в которых было ниже, чем в старых (см. «Порча монет»). В средневековой Германии реновация монет рассматривалась в качестве разновидности налога. Обмен проводился несколько раз в год, ежегодно или один раз в несколько лет. Соотношение обмениваемых монет, как правило, составляло 12 старых пфеннигов за 9 новых. Очевидно, что покупательная способность ранее выпущенных монет с приближением очередной реновации неуклонно падала (в том числе в результате официальной девальвации), что дестабилизировало денежную систему. Бюргеры экономически развитых городов, пользуясь нехваткой денежных средств у владельцев монетной регалии, покупали у них право чеканки монет, не подлежащих реновации. Эти денежные единицы получили название «вечных пфеннигов». Появление вечных пфеннигов не стабилизировало денежную систему средневековых стран, так как эта мера не смогла предотвратить ухудшения денег, чеканки низкопробных монет, вытеснения из оборота лучших денег худшими (закон Грешема).
Корыстолюбие и алчность многочисленных монетных сеньоров стали причиной постоянной порчи монет, то есть неофициального уменьшения массы монет и/или содержания в них благородного металла при сохранении нарицательной стоимости. Это имело негативные последствия для торговли. Денежные знаки обменивали на товар исходя не из номинальной стоимости, а из их массы. Это привело к тому, что для обмена стали использовать не монеты, а слитки серебра.

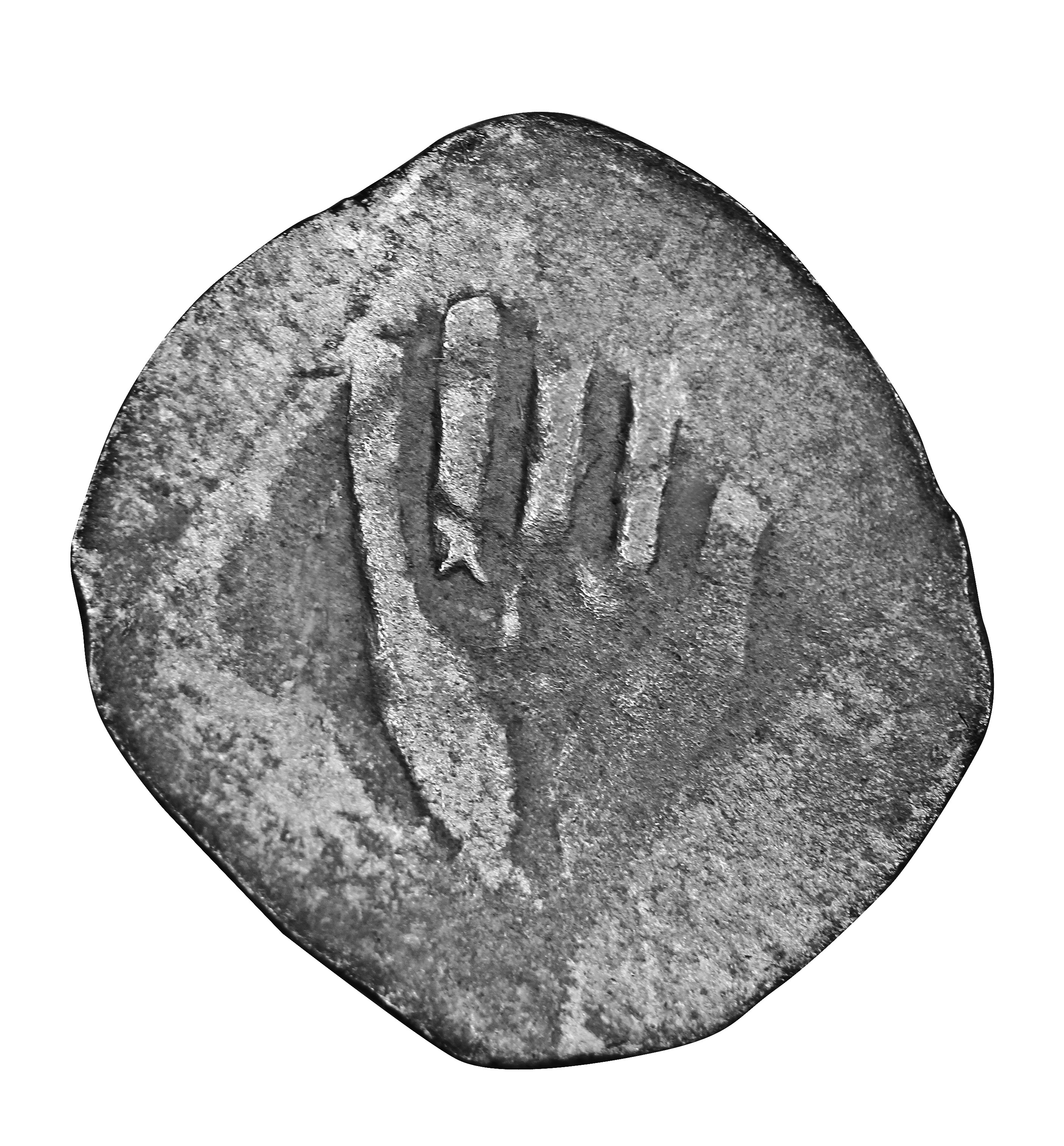
Геллер XIII столетия

Около 1200 года в городе Халль (современный Швебиш-Халль) отчеканили пфенниги, ставшие прообразом новой денежной единицы — геллера. На одной стороне помещалось изображение открытой руки, на другой — креста. Самые ранние геллеры имели массу 0,55 г при содержании 0,3771 г чистого серебра и содержали надпись «HALLA — F.R.I.S.A.» («Fridericus rex imperator semper Augustus», рус. Вечно священный король и император Фридрих). Уже к концу XIII столетия геллеры из одного из многочисленных видов пфеннига стали самостоятельной денежной единицей. Этому поспособствовало то, что, в отличие от других пфеннигов, они смогли избежать порчи в XIII столетии. Из-за своей малой стоимости геллеры не подвергались разорительной для жителей реновации (обмену старых монет на новые по заниженному курсу) и переплавке. Постоянство внешнего облика и пробы серебра также повышали их привлекательность. Вскоре геллеры стали вытеснять из оборота менее привлекательные пфенниги. Так, к примеру, Людвиг II Строгий в 1290 году постановил устанавливать налоги со своих владений Лауингена и Донаувёрта исключительно в геллерах.
Учитывая, что золотые монеты практически не использовали в денежном обращении средневековой Европы VIII — начала XIII столетий, небольшие тиражи пфеннигов из золота предназначались для подарков князьям и духовенству. Известны выпуски золотых пфеннигов времён правления императоров Карла Великого, Людовика Благочестивого, Генриха II (1,8 г) и Генриха V. Также золотые пфенниги в Священной Римской империи, в качестве донативной монеты, выпускали в архиепархии Утрехта при епископах Бернольде (1026/7—1054) и Конраде (1076—1099), архиепископе Трира Бруно (1102—1124) массой 0,78 г и архиепископе Кёльна Германе III (1055—1099) массой 1,6 г.
К поздним выпускам золотых пфеннигов относят брактеаты епископа Меца Якова (1239—1260) массой 0,75 г, епископа Оснабрюка Конрада II (1270—1297), епископа Мюнстера Людвига II (1316—1357), городов Франкфурта, Базеля, Берна, Ульма, Эрфурта и др.

## Время гроша
После начала Крестовых походов в Европу стали поступать большие объёмы благородных металлов, и серебряные денарии перестали отвечать потребностям бурно развивающейся торговли.
15 августа 1266 года в городе Туре во время правления короля Людовика IX был отчеканен турский грош (также встречаются названия «гро турнуа» и «турноза»). Из одной французской марки (244,752 г) 23-каратного серебра следовало выпускать 58 турских грошей. Таким образом, данная монета содержала 4,04 г чистого серебра при общей массе в 4,22 г.
Начав чеканку турских грошей, Франция положила начало распространению крупной серебряной монеты, необходимость в которой была вызвана развитием торговли. Первым подражанием турскому грошу в странах Центральной Европы стали чешские монеты, которые начали чеканить на монетном дворе Кутной Горы в 1300 году при короле Вацлаве II, получившие название пражских грошей. В 1338 году подобные монеты были выпущены в Майсене, а затем их чеканка была налажена и в других немецких городах. Одно из обозначений турского гроша — «grosus Turonus» — привело к появлению названий «Turnosgroschen», «Turnose» и «Groschen». Вариант именования этих монет «турноза» встречается вплоть до второй половины XVII столетия. В Англии, как подражание турскому грошу, в 1279 году появился гроут, в 1302 году в Нидерландах — гроот. В государствах области нижнего Везера (в частности Бремене) гротен изначально являлся счётной единицей, эквивалентной гро турнуа. Монета с обозначением номинала в гротенах была впервые отчеканена в 1423 году.
В это время появляются кратные пфеннигам номиналы монет. Так, в ганзейских городах северной Германии с 1339 (или 1340) года чеканили виттены, равные 4 пфеннигам. В области Нижнего Рейна серебряные монеты по типу гроша стали называть «белым пфеннигом» (нем. Weißpfennig). В Вестфалии с XIV века стали вновь чеканить тяжёлые денарии (лат. gravis denarius). Новая денежная единица получила название «шварена» от (нем. swarer, schwerer Pfennig). Шварены вначале соответствовали 3 лёгким пфеннигам, а впоследствии стали самостоятельной денежной единицей, имевшей хождение вплоть до XIX столетия в Бремене и Ольденбурге. В области Верхнего Рейна чеканили монеты номиналом в 2 пфеннига тёмного цвета, из-за чего они и получили название раппенов, от нем. Rappen — вороной конь. Название «раппен» употребляется до настоящего времени в Швейцарии как обозначение разменной денежной единицы в немецкоязычных кантонах.
С появлением в широком обороте новых денежных единиц пфенниг стал равным 1⁄12 гроша. К XV столетию пфенниг окончательно становится мелкой разменной монетой. Постоянное снижение содержания благородного металла побудило власти Эрфурта, исключительно для уплаты населением налогов, начать чеканку т. н. фрайпфеннигов с неизменным содержанием серебра или золота.

## От появления талера до объединения Германии
В 1486 году эрцгерцог Тироля Сигизмунд в связи с нехваткой золота и в то же время наличием серебряных рудников в своём государстве выпустил большую серебряную монету. По стоимости содержащегося в ней металла (31,7 г серебра 935 пробы) новая денежная единица была эквивалентна золотому рейнскому гульдену. По своей сути чеканка серебряного гульдена стала первой попыткой в Священной Римской империи заменить золотые монеты серебряными аналогами.
Вначале крупные серебряные монеты выпускались мизерными тиражами и по своей сути являлись донативными, то есть подарочными. Первым гульденгрошеном, который являлся реальным расчётным средством, стала саксонская монета, чеканившаяся в 1500—1525 годах. В 1510—1512 годах в области Рудных гор на северо-востоке Богемии были открыты богатые месторождения серебра. По приказу местного правителя Стефана Шлика в 1516 году был основан посёлок рудокопов, который получил название Таль, от нем. Tal — долина. В следующем 1517 году разросшийся город получил название Иоахимсталя — в честь покровителя рудокопов святого Иоахима.
В 1518 году барон Шлик получил монетную регалию (право на чеканку собственной монеты) от короля Чехии и Венгрии Людовика. В том же году было выпущено около 61,5 тысячи крупных серебряных монет по типу гульдинера. Их чеканка стала регулярной. Производительность монетного двора выросла с 92 416 талеров в 1519 году до 208 593 талеров в 1527 г. Монеты имели массу в 29,25—29,5 г и содержали около 27,2 г чистого серебра (то есть имели несколько меньшую пробу, чем гульдинер). Также данные монеты имели характерный дизайн. Аверс содержал изображение святого Иоахима, а реверс — геральдического льва и титул короля Людовика.
В 1528 году у семьи покойного графа Шлика было отобрано право чеканить собственные деньги. Монетный двор в Йоахимстале стал королевским. На монетах стали изображать портрет Фердинанда вместо святого Иоахима.
По средневековым меркам тираж новых гульдинеров был огромен. Всего до 1545 года из серебра рудников Иоахимсталя было отчеканено более 3 млн экземпляров иоахимсталеров. Это принесло не только колоссальный доход семейству Шликов, но и привело к распространению новых монет по всей Германии, Чехии и Венгрии, а также за их пределами. Большое количество характерных денежных знаков привело к тому, что их стали называть по месту чеканки «иоахимсталерами», или сокращённо «талерами». Это название позже перешло на все типы гульденгрошенов.
В описываемое время получили распространение т. н. «благотворительные пфенниги» — монеты, которые выпускали официальные власти или церковные общины для подаяния неимущим. Обычно они представляли собой монеты различных номиналов с указанием либо предназначения (к примеру «FÜR DIE ARMEN» — для бедных и т. п.), либо дарителя.

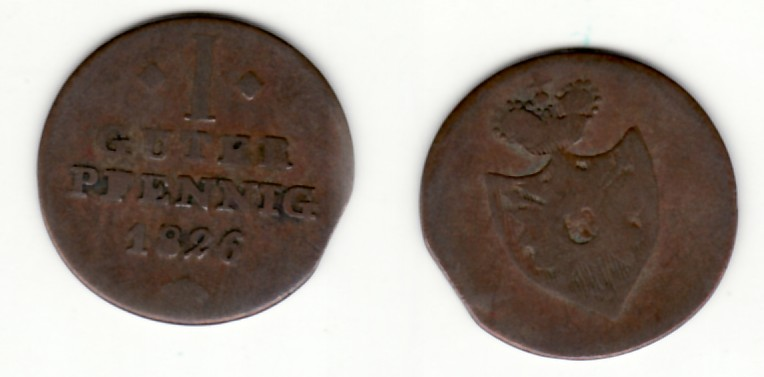
Гутерпфенниг 1826 года

После появления крупных серебряных монет в немецких государствах сложилась денежная система, включавшая три типа монет — талер, грош и пфенниг. Пфенниг, являясь разменной частью гроша, стал представлять наименьшую разменную единицу. Одновременно с вышеприведёнными монетами в южнонемецких землях циркулировали гульдены, крейцеры и геллеры. Монетный кризис в Германии XVII века практически не затронул пфенниги, так как порче подвергались в основном монеты крупных номиналов. В XVIII веке немецкие государства переходят к выпуску пфеннигов из меди. Монеты грошевого номинала получили своё название в зависимости от соотношения с талером и пфеннигом. Так, мариенгроши делились на 8 пфеннигов, гутергроши — на 12. Одновременно в обороте находились пфенниги разного достоинства. Так, гутерпфенниги (от нем. Guter Pfennig — хороший пфенниг) соответствовали 1⁄12 гутергроша, или 1⁄288 талера, в то время как лёгкие пфенниги — 1⁄360 талера.
В 1766 и 1777 годах в курфюршестве Пфальц и Гессен-Дармштадте, соответственно, чеканили небольшие тиражи монет с обозначением номинала в «таможенных пфеннигах» (нем. Zollpfennig). Данные выпуски предназначались либо для завуалированного повышения таможенных пошлин, либо для подчёркивания отличия стоимости местных пфеннигов от одноимённых денежных единиц соседних государств.
В начале XIX столетия в Рейнской области возникла нехватка разменной монеты. Ситуацией воспользовались частные фирмы, как внутри, так и вне Германии, которые с целью получения прибыли наладили массовый выпуск разнообразных по изображению и дате выпуска монет. Их распространяли через сеть мелких менял, торговцев и коммивояжёров. Так как среди этих групп населения преобладали евреи, то монеты в народе получили название «еврейских» или юденпфеннигов (от нем. Jude — еврей). С возобновлением выпуска пфеннигов в 1820-е годы официальные власти предприняли меры по прекращению циркуляции денежных знаков негосударственной чеканки.
В 1837 году Бавария и ряд южно- и центральногерманских государств подписали Мюнхенский монетный договор, который ознаменовал создание Южногерманского монетного союза. Согласно ему основной денежной единицей для стран-участниц союза становился гульден. Государства Северной Германии, в свою очередь, подписали в 1838 году Дрезденскую монетную конвенцию. Основной денежной единицей стран-участниц становился двойной талер, равный 60 грошам, каждый из которых подразделялся на 10 или 12 пфеннигов. Между северонемецкими талерами и южногерманскими гульденами установился чёткий обменный курс — 2 талера приравнивались к 3,5 гульдена. Соответственно, 1 талер обменивался на 1 гульден 45 крейцеров или 105 крейцеров.
С подписанием Венской монетной конвенции в 1857 году устанавливались чёткие взаимоотношения между денежными единицами государств Северной и Южной Германии и Австрийской империи. За основу чеканки был принят таможенный фунт нем. Zollpfund, равный 500 г. Из таможенного фунта чистого серебра чеканили 30 талеров, 45 австрийских и 52,5 южнонемецкого гульдена. При этом гульден в Баварии, Вюртемберге и других южнонемецких государствах продолжал соответствовать 60 крейцерам, в то время как австрийский подвергся децимализации и стал равным 100 крейцерам.
В отличие от гульденов, талеров и крейцеров, у пфеннигов и геллеров не было единых обменных соотношений. Так, к примеру, в королевстве Бавария 1 гульден = 60 крейцерам = 240 пфеннигов = 480 геллерам, в то время как в королевстве Пруссия — 1 талер = 30 грошам = 360 пфеннигам, а в Саксонии — 1 талер = 30 грошам = 300 пфеннигам. В описываемое время на монетах различных земель использовались как форма «пфенниг», так и «пфеннинг».

### Швейцарские пфенниги
Особенность денежного обращения Швейцарии состояла в наличии нескольких центров эмиссии денег. Каждый из кантонов мог чеканить собственную монету. Единообразие отсутствовало не только во внешнем виде, но и в типах денежных единиц. Одни кантоны чеканили франки, другие — дукаты, третьи — талеры и т. д., при этом между денежными единицами отсутствовали фиксированные соотношения.
Пфенниги и их кратные номиналы чеканили в кантонах и городах Аппенцеле, Кур, Дисентисе, Санкт-Галлене, Таминсе, Хальденштайне, Шаффхаузене. Последний швейцарский пфенниг отчеканили в Аппенцеле в 1816 году.

## Пфенниги Германской империи
После объединения германских государств в единую империю в 1871 году перед центральным правительством стал вопрос об унификации денежных систем. Законами от 1871 и 1873 годов вводилась новая валюта, впоследствии получившая название «золотой марки». Пфенниг становился разменной единицей, равной 1⁄100 марки. Введение золотой марки проходило в два этапа. С 1871 года начали выпускать золотые монеты, одновременно с которыми циркулировали и чеканились местные денежные единицы. По закону 1873 года в оборот стали поступать монеты номиналом в 50, 20, 10, 5, 2 и 1 пфенниг. За время существования Германской империи появилось несколько монетных типов пфеннигов различных номиналов, что обусловлено рядом факторов. В 1886 году кайзер Вильгельм I подписал закон, согласно которому монеты номиналом в 20 пфеннигов следовало чеканить не из серебра, а из никелевого сплава. Первые мельхиоровые 20-пфенниговые монеты стали выпускать в 1887 году. В 1888 году герб Германской империи был видоизменён, что нашло своё отображение на монетах. В 1903 году была прекращена чеканка монет с указанием номинала в «50 пфеннигов». Впоследствии монеты выпускали достоинством в «½ марки». Непродолжительный период с 1909 по 1912 год чеканились монеты номиналом в 25 пфеннигов.
После начала Первой мировой войны Германская империя столкнулась с рядом финансовых трудностей. Одним из последствий стал выпуск центральным правительством монет из железа, алюминия и цинка. В 1915 году начали чеканить 5 пфеннигов из оцинкованного железа, в 1916 и 1917 годах — 1 и 2 пфеннига из алюминия и 10 пфеннигов из цинка и железа. 10 пфеннигов из цинка чеканили только в Берлине, в то время как из железа — на нескольких монетных дворах. Особенностью данных т. н. суррогатных монет (нем. Ersatzmünzen) стала их чеканка и после падения императора Вильгельма II и создания Веймарской республики. 11 октября 1924 года эти выпуски были демонетизированы, то есть перестали представлять законное платёжное средство.
В Германской империи функционировало несколько монетных дворов. О происхождении того или иного пфеннига свидетельствует знак монетного двора — небольшая одна или две буквы под лапами орла на реверсе (см. таблицу).
| Аверс | Реверс | Номинал      | Диаметр, мм | Масса, г | Толщина, мм | Гурт        | Металл                           | Годы чеканки          | Тираж                    | Демонетизация |
| ----- | ------ | ------------ | ----------- | -------- | ----------- | ----------- | -------------------------------- | --------------------- | ------------------------ | ------------- |
|       |        | 1 пфенниг    | 17,7        | 2        | 1,06        | гладкий     | 95 % меди, 4 % олова и 1 % цинка | 1873—1877, 1885—1889  | Суммарно — 476 821 858   | 1.03.1942     |
|       |        | 1 пфенниг    | 17,7        | 2        | 1,06        | гладкий     | 95 % меди, 4 % олова и 1 % цинка | 1890—1916             | Суммарно — 1 124 514 443 | 1.03.1942     |
|       |        | 1 пфенниг    | 16          | 0,775    | 1,6         | гладкий     | Алюминий                         | 1917—1918             | Суммарно — 50 725 656    | 11.10.1924    |
|       |        | 2 пфеннига   | 20          | 3,333    | 1,5         | гладкий     | 95 % меди, 4 % олова и 1 % цинка | 1873—1877             | Суммарно — 310 660 372   | 1.03.1942     |
|       |        | 2 пфеннига   | 20          | 3,333    | 1,5         | гладкий     | 95 % меди, 4 % олова и 1 % цинка | 1904—1908, 1910—1916  | Суммарно — 151 512 768   | 1.03.1942     |
|       |        | 5 пфеннигов  | 18          | 2,33     | 1,12        | гладкий     | медно-никелевый сплав            | 1874—1876, 1888, 1889 | Суммарно — 266 879 021   | 11.10.1924    |
|       |        | 5 пфеннигов  | 18          | 2,33     | 1,12        | гладкий     | медно-никелевый сплав            | 1890—1915             | Суммарно — 478 837 820   | 11.10.1924    |
|       |        | 5 пфеннигов  | 18          | 2,5      | 1,55        | рубчатый    | оцинкованное железо              | 1915—1922             | Суммарно — 1 514 269 101 | 11.10.1924    |
|       |        | 10 пфеннигов | 21          | 4        | 1,35        | гладкий     | медно-никелевый сплав            | 1873—1876, 1888, 1889 | Суммарно — 272 304 737   | 11.10.1924    |
|       |        | 10 пфеннигов | 21          | 4        | 1,35        | гладкий     | медно-никелевый сплав            | 1890—1894, 1896—1916  | Суммарно — 469 366 736   | 11.10.1924    |
|       |        | 10 пфеннигов | 21          | 3,6      | 1,5         | гладкий     | железо                           | 1916—1918, 1921, 1922 | Суммарно — 245 507 613   | 11.10.1924    |
|       |        | 10 пфеннигов | 21          | 3,226    | 1,5         | гладкий     | цинк                             | 1917—1922             | Суммарно — 1 250 548 613 | 11.10.1924    |
|       |        | 20 пфеннигов | 16          | 1,111    | 0,357       | 110 насечек | серебро 900-й пробы              | 1873—1877             | Суммарно — 248 971 614   | 1.01.1902     |
|       |        | 20 пфеннигов | 23          | 6,25     | н/д         | гладкий     | медно-никелевый сплав            | 1887—1888             | Суммарно — 15 015 893    | 1.01.1903     |
|       |        | 20 пфеннигов | 23          | 6,25     | н/д         | гладкий     | медно-никелевый сплав            | 1890, 1892            | Суммарно — 10 013 409    | 1.01.1903     |
|       |        | 25 пфеннигов | 23          | 4,02     | н/д         | гладкий     | никель                           | 1909—1912             | Суммарно — 30 001 796    | 1.10.1918     |
|       |        | 50 пфеннигов | 20          | 2,777    | 1           | 126 насечек | серебро 900-й пробы              | 1875—1877             | Суммарно — 115 292 144   | 1.10.1908     |
|       |        | 50 пфеннигов | 20          | 2,777    | 1           | 126 насечек | серебро 900-й пробы              | 1877—1878             | Суммарно — 27 691 960    | 1.10.1908     |
|       |        | 50 пфеннигов | 20          | 2,777    | 1           | 126 насечек | серебро 900-й пробы              | 1896, 1898, 1900—1903 | Суммарно — 1 641 768     | 1.10.1908     |

### Пфенниги Германской Новой Гвинеи
В 1894 году, через десять лет после начала колонизации острова Новая Гвинея, центральное правительство дало согласие на выпуск собственной колониальной валюты. При этом все монеты чеканили на Берлинском монетном дворе. Новогвинейская марка была эквивалентна золотой. Монеты же по своим характеристикам полностью соответствовали марке метрополии. Их тиражи при этом были небольшими. Данный выпуск содержал 1, 2 и 10 пфеннигов.
Новогвинейская марка просуществовала недолго. 1 апреля 1899 года правительство колонии отказалось от дальнейшей чеканки монет. 15 апреля 1911 года данная денежная единица была демонетизирована.

## Нотгельды

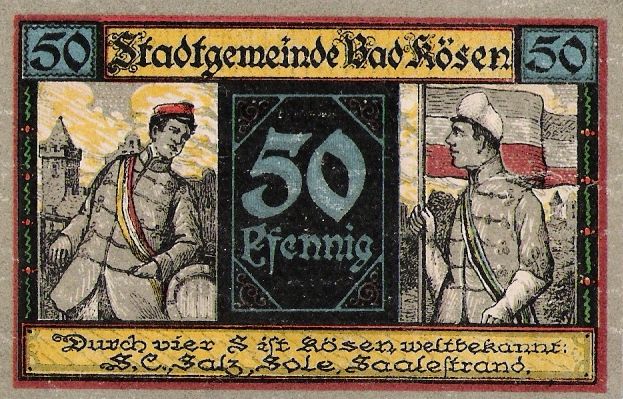
50 пфеннигов Бад-Кёзена

С началом Первой мировой войны Германская империя столкнулась с целым рядом трудностей. Одной из них были громадные финансовые затраты на ведение войны. Это способствовало возникновению острой нехватки наличных денег в обороте, то есть демонетизации экономики. Серебро и золото быстро исчезло из оборота. Вскоре население стало накапливать и разменную монету из меди. В условиях, когда центральный банк не мог продолжать массовую чеканку денег из благородных металлов, ряду городов было разрешено выпускать собственные деньги чрезвычайных обстоятельств (нем. Notgeld). Первыми нотгельдами стали выпущенные 31 июля 1914 года Бременом банкноты номиналом в 1, 2 и 2,5 марки. По оценкам составителя каталога нотгельдов Арнольда Келлера, только в 1914 году 452 инстанции эмитировали около 5,5 тысяч различных типов денег чрезвычайных обстоятельств. Плохо контролируемый центральным правительством процесс выпуска нотгельдов привёл к тому, что количество выпускаемых типов стало исчисляться тысячами. В виде нотгельдов выпускали как марки, так и пфенниги.

## Данцигские пфенниги
Государственное образование вольный город Данциг было создано в 1920 году. Поначалу его денежной единицей являлась немецкая марка, но гиперинфляция в Германии в начале 1920-х годов вынудила местные власти пойти на введение собственной валюты и изъятие немецких марок из денежного оборота. В сентябре 1923 года был образован Данцигский банк, который начал выпуск данцигских гульденов (равнявшихся 100 пфеннигам). Новая валюта была привязана не к марке, а к фунту стерлингов (25 данцигских гульденов = 1 фунт стерлингов). Были выпущены монеты номиналом 1, 2, 5 и 10 пфеннигов, а также в ½, 1, 2, 5, 10 и 25 гульденов; банкноты выпускались номиналом в 1, 2, 5, 10, 25 и 50 пфеннигов, а также 1, 2, 5, 10, 20, 25, 50, 100, 500 и 1000 гульденов.
Отказ Великобритании от золотомонетного стандарта и последовавшая за этим девальвация фунта стерлингов в 1931 году привели к изменению обменного курса гульдена, и потому в апреле 1932 года было установлено, что отныне 1 данцигский гульден будет равняться 0,292895 г чистого золота. Это привело к выпуску второй серии монет. В 1935 году курс гульдена был снижен ещё на 42 % до 0,1687923 г чистого золота.
30 сентября 1939 года, после присоединения Данцига к Германии, данцигские гульдены были обменены по курсу 70 рейхспфеннигов за 1 гульден. Монеты в 1, 2, 5 и 10 пфеннигов были приравнены по номиналу к монетам в рейхспфеннигах и обращались до 1 ноября 1940 года.

## Веймарская республика и нацистская Германия

### Пфенниги во время гиперинфляции. Рентные пфенниги
Во время ноябрьской революции 1918 года кайзер Вильгельм II был вынужден уехать из страны. Монархия пала. На следующий день германская делегация подписала перемирие в Компьенском лесу, которое по факту означало капитуляцию и поражение в Первой мировой войне. Послевоенная жизнь ознаменовалась процессами гиперинфляции и девальвации. В таблице представлены реальные курсы золотой и бумажной марок на основании золотого паритета. До начала Первой мировой войны 1 марка соответствовала 0,358425 г чистого золота. В стране свободно циркулировали и обменивались на банкноты золотые монеты. На основании содержания золота обменный курс составлял 4,25 марки за 1 доллар США. За 4 года, во время которых Германия вела изнурительную войну, произошли революция и смена режима власти в стране, марка девальвировала в 2 раза. К концу 1923 года одна золотая марка соответствовала уже 1 триллиону бумажных.
| Дата       | Стоимость золотой марки в бумажных |
| ---------- | ---------------------------------- |
| 31.12.1918 | 2,00                               |
| 31.12.1919 | 9,61                               |
| 31.12.1920 | 16,13                              |
| 31.12.1921 | 39,22                              |
| 30.06.1922 | 79,37                              |
| 30.09.1922 | 327,87                             |
| 31.12.1922 | 1577,29                            |
| 31.03.1923 | 4901,96                            |
| 30.06.1923 | 34843,21                           |
| 31.07.1923 | 228 832,95                         |
| 31.08.1923 | 2 207 505,52                       |
| 28.09.1923 | 56 179 775,28                      |
| 31.10.1923 | 38 910 505 836,50                  |
| 20.11.1923 | 1 трлн                             |

Гиперинфляция была обусловлена рядом причин. В 1919—1921 годах основным фактором являлся неконтролируемый выпуск бумажных марок для обеспечения ликвидности банковской системы. Неконтролируемый выпуск денег сочетался с политическими кризисами, обусловленными неспокойной обстановкой, убийством министра иностранных дел Вальтера Ратенау, попыткой свержения власти Гитлером и Рурским кризисом, во время которого французские войска оккупировали важный промышленный регион. Всё это вызвало стремительное увеличение скорости обращения денег. Человек старался во что бы то ни стало сбыть попавшие к нему в руки бумажные марки в ожидании их скорого обесценивания. Это приводило к ещё большему их обесцениванию. Так, при обмене дискредитировавших себя бумажных марок на стабильные рентную и рейхсмарки из оборота вывели 224 квинтиллиона марок. Несмотря на, казалось бы, громадную сумму, она являлась эквивалентом всего лишь 224 миллионов золотых марок. Для сравнения, в 1890—1912 годах только на Берлинском монетном дворе было отчеканено золотых монет, без учёта банкнот, на сумму более 2 млрд. При нормальной скорости денежного обращения курс, при такой массе наличных денег в Германии, не достиг бы соответствующей величины в 1 триллион за золотую марку.
В условиях девальвации национальной валюты роль пфеннигов в качестве разменной единицы уменьшалась. Первые годы существования Веймарской республики продолжали чеканить суррогатные монеты по имперским образцам. Исключением явились 50 пфеннигов. Особенностью этой монеты 1919—1922 годов выпуска является то, что на ней отсутствует государственный герб. Вместо имперского орла на ней изображён пучок колосьев. Особый дизайн обусловлен незавершённым процессом принятия новых государственных символов. К 1922 году, когда девальвация марки приобрела стремительный характер, пфенниги и марки малых номиналов стали неактуальными. Большая часть монет так и не попала в оборот. Часть из них была выкуплена рядом фирм по цене металла для переплавки.
Стремительная девальвация официальной государственной валюты делала практически невозможным кредитование на длительный период времени, затрудняла сделки с отсрочкой платежа. Вначале центральное правительство отклоняло идею выпуска ипотечных облигаций на основе «золотой марки». В отличие от государства, частные банки и компании стали эмитировать ценные бумаги с указанием их стоимости в количестве зерна, угля, поташа и т. п.
15 октября 1923 года министр финансов Веймарской республики Ганс Лютер и рейхсканцлер Густав Штреземан подписали распоряжение о создании Немецкого рентного банка (нем. Deutsche Rentenbank). Его капитал в 3,2 млрд рентных марок был создан путём введения долгосрочных ипотечных обязательств сельского хозяйства и производства. На основании постановления 4 % от стоимости земельных участков и недвижимости промышленных и сельскохозяйственных предприятий становились ипотечным долгом их собственников перед Немецким рентным банком. Их владелец был обязан выплачивать налог в 6 % годовых от суммы долга банку. Рентная марка приравнивалась к золотой в том смысле, что по стоимости соответствовала 1⁄2790 килограмма чистого золота. Одновременно вводили 5%-облигации со сроком погашения основной суммы через 5 лет.
Рентная марка изначально не являлась законным платёжным средством, так как была лишь обязательством одного из банков. В то же время она была обязательна к приёму в государственных кассах. Население восприняло появление стабильной денежной единицы, базирующейся на цене золота, положительно. Моментальное прекращение инфляции стали называть «чудом рентной марки» (нем. Wunder der Rentenmark).
Курс обмена бумажной марки к рентной составил 1 триллион (1012) к 1. За 1 рентную марку надо было заплатить 1 триллион бумажных.
Характеристики рентных пфеннигов определялись постановлением министра финансов Веймарской республики Ганса Лютера от 13 ноября 1923 года. Были отчеканены монеты номиналом в 1, 2, 5, 10 и 50 рентных пфеннигов. В Веймарской республике функционировало несколько монетных дворов. О происхождении того или иного пфеннига свидетельствует знак монетного двора — небольшая буква на реверсе (A — Берлинский монетный двор, D — монетный двор Мюнхена, E — Мульденхюттена, F — Штутгарта, G — Монетный двор Карлсруэ, J — Гамбурга). Особая история оказалась у 50 рентных пфеннигов. Из-за большого количества подделок 1 декабря 1929 года они были демонетизированы. Возможность обменять их на действующие деньги появилась вновь уже после Второй мировой войны, когда шёл обмен рейхс- и рентных марок на немецкие марки.
| Аверс | Реверс | Номинал      | Диаметр, мм | Масса, г | Гурт        | Металл                           | Годы чеканки | Тираж                  |
| ----- | ------ | ------------ | ----------- | -------- | ----------- | -------------------------------- | ------------ | ---------------------- |
|       |        | 1 пфенниг    | 17,5        | 2        | гладкий     | 95 % меди, 4 % олова и 1 % цинка | 1923—1924    | Суммарно — 124 687 371 |
|       |        | 2 пфеннига   | 20          | 3,33     | гладкий     | 95 % меди, 4 % олова и 1 % цинка | 1923—1924    | Суммарно — 167 901 931 |
|       |        | 5 пфеннигов  | 18          | 2,5      | 84 насечки  | 91,5 % меди, 8,5 % алюминия      | 1923—1924    | Суммарно — 298 998 727 |
|       |        | 10 пфеннигов | 21          | 4        | 90 насечек  | 91,5 % меди, 8,5 % алюминия      | 1923—1925    | Суммарно — 317 464 970 |
|       |        | 50 пфеннигов | 24          | 5        | 140 насечек | 91,5 % меди, 8,5 % алюминия      | 1923—1924    | Суммарно — 216 986 347 |

### Рейхспфенниги

#### Пфенниги Веймарской республики
В августе 1924 года правительство Веймарской республики приняло план Дауэса, устанавливающий новый порядок выплат репараций после Первой мировой войны. Документ предусматривал введение стабильной государственной валюты. 30 августа 1924 года в качестве законного платёжного средства на территории Германии вводилась рейхсмарка. Она была приравнена к «золотой». Курс обмена рентной на рейхсмарку составил 1:1. Рейхсмарка не заменила рентную марку, обе денежные единицы имели параллельное хождение. Основное различие между двумя денежными единицами состояло в способе их обеспечения.
Первые выпуски рейхспфеннигов практически полностью соответствовали по своему виду и характеристикам рентным пфеннигам, за исключением обозначения номинала в «рейхспфеннигах». Особая история оказалась у 50 пфеннигов. После прекращения выпуска монетного типа часто подделываемых 50 рейхспфеннигов из алюминиевой бронзы данный номинал стали выпускать с 1927 года из никеля. В 1932 году была предпринята попытка ввести в широкий оборот монету номиналом 4 пфеннига в рамках проводимой политики дефляции. Таким образом государство предполагало стимулировать бережливость населения. В зарплате чиновникам и солдатам 2 марки должны были выплачиваться монетами в 4 пфеннига. Население, страдавшее от экономических проблем, негативно восприняло нововведение. За монетой закрепились названия «бедный Генрих» и «талер Брюнинга» по имени канцлера Генриха Брюнинга. В следующем, 1933 году, монета была демонетизирована.
Хотя современная историография выделяет Веймарскую республику (1919—1933) и нацистская Германия (1933—1945), начало существования которого датируется годом прихода Гитлера к власти, официально политический режим Германии в 1933 году не изменился. Новый канцлер стал главой правительства как лидер победившей на выборах партии. Все деньги Веймарской республики сохраняли статус законного платёжного средства. В первые годы существования нацистской Германии монеты для оборота чеканили такими же, как и до прихода национал-социалистов к власти.
Монетные типы Веймарской республики были демонетизированы, то есть утратили статус законного платёжного средства, в 40-х годах XX столетия, а именно: 1 и 2 пфеннига — 1 марта 1942 года, 50 пфеннигов — 1 августа 1940 года. 5 и 10 пфеннигов оставались в обороте и после 1945 года.
| Аверс | Реверс | Номинал      | Диаметр, мм | Масса, г | Гурт        | Металл                     | Годы чеканки               | Тираж                  | Демонетизация                                                                                        |
| ----- | ------ | ------------ | ----------- | -------- | ----------- | -------------------------- | -------------------------- | ---------------------- | --- |
|       |        | 1 пфенниг    | 17,5        | 2,0      | гладкий     | 0,950 Cu, 0,04 Sn, 0,01 Zn | 1924, 1925, 1927—1936      | Суммарно — 736 971 653 | 01.03.1942                                                                                           |
|       |        | 2 пфеннига   | 20          | 3,333    | гладкий     | 0,950 Cu, 0,04 Sn, 0,01 Zn | 1924, 1935, 1936           | Суммарно — 97 955 865  | 01.03.1942                                                                                           |
|       |        | 4 пфеннига   | 24          | 4        | гладкий     | 0,950 Cu, 0,04 Sn, 0,01 Zn | 1932                       | Суммарно — 50 050 875  | 01.10.1933                                                                                           |
|       |        | 5 пфеннигов  | 18          | 2,5      | 84 насечки  | 0,915 Cu, 0,085 Al         | 1924—1926, 1930, 1935—1936 | Суммарно — 360 440 940 | Саар — 15.01.1948 ФРГ — 1.09.1948 Западный Берлин — 20.03.1949 ГДР — 03.04.1949 Австрия — 01.10.1950 |
|       |        | 10 пфеннигов | 21          | 4        | 90 насечек  | 0,915 Cu, 0,085 Al         | 1924—1926, 1928—1936       | Суммарно — 124 628 693 | Саар — 15.01.1948 ФРГ — 1.09.1949 Западный Берлин — 20.03.1949 ГДР — 03.04.1949 Австрия — 01.02.1949 |
|       |        | 50 пфеннигов | 24          | 5        | 140 насечек | 0,915 Cu, 0,085 Al         | 1924, 1925                 | Суммарно — 2 731 853   | 01.12.1929                                                                                           |
|       |        | 50 пфеннигов | 20          | 3,5      | 126 насечек | Ni                         | 1927—1933, 1935—1938       | Суммарно — 193 532 903 | 01.08.1940                                                                                           |

#### Довоенные пфенниги нацистской Германии
Выпуск новых монетных типов был начат в соответствии с распоряжениями Гитлера от 5 ноября 1935 года и 7 марта 1936 года. Согласно им, герб времён Веймарской республики был заменён на свастику, окружённую дубовым венком. На дубовом венке располагался орёл с повёрнутой вправо головой и распростёртыми крыльями. После 1936 года на реверсе монет нацистской Германии стали изображать новую государственную эмблему. Исключением стала никелевая монета номиналом в 1 марку, которая осталась неизменной вплоть до окончания её выпуска в 1939 году. С появлением нового государственного герба в 1936 году начался процесс замены монетных типов Веймарской республики на новые, содержавшие на реверсе имперского орла со свастикой. Процесс проходил постепенно. В 1936 году появились новые 1, 2, 5 и 10 пфеннигов, в 1938-м — 50 пфеннигов. Особняком стоит монета 1935 года номиналом 50 пфеннигов из алюминия, отчеканенная тиражом более 140 млн экземпляров. К ожидаемой войне готовились все отрасли народного хозяйства нацистской Германии. Процесс коснулся и монетных дворов. Учитывая нехватку месторождений никеля, а также его необходимость для военных нужд, монетным дворам было поручено подготовить соответствующие технологии для быстрой массовой замены никелевых монет на аналоги из других металлов. Подготовка оказалось нужной и своевременной. Вскоре после вступления в войну Франции и Великобритании в 1939 году была прекращена чеканка денег довоенного образца. С 1940 года в оборот поступили низкопробные монеты из цинка и алюминия. Никелевые 50 пфеннигов и 1 марка были демонетизированы 1 августа и 1 марта 1940 года соответственно и подлежали переплавке. Этим объясняется факт относительной редкости никелевых 50 пфеннигов 1938—1939 годов. В 1938 году произошёл аншлюс Австрии. На Венском монетном дворе наладили выпуск общеимперских денег. Отчеканенные в Вене монеты имели знак монетного двора «B».
| Реверс | Аверс | Номинал      | Диаметр, мм | Масса, г | Гурт        | Металл                     | Годы чеканки | Тираж                  | Демонетизация                                                                                        |
| ------ | ----- | ------------ | ----------- | -------- | ----------- | -------------------------- | ------------ | ---------------------- | --- |
|        |       | 1 пфенниг    | 17,5        | 2,0      | гладкий     | 0,950 Cu, 0,04 Sn, 0,01 Zn | 1936—1940    | Суммарно — 489 074 357 | 01.03.1942                                                                                           |
|        |       | 2 пфеннига   | 20          | 3,333    | гладкий     | 0,950 Cu, 0,04 Sn, 0,01 Zn | 1936—1940    | Суммарно — 230 343 198 | 01.03.1942                                                                                           |
|        |       | 5 пфеннигов  | 18          | 2,5      | 84 насечки  | 0,915 Cu, 0,085 Al         | 1936—1939    | Суммарно — 233 756 944 | Саар — 15.01.1948 ФРГ — 1.09.1948 Западный Берлин — 20.03.1949 ГДР — 03.04.1949 Австрия — 01.10.1950 |
|        |       | 10 пфеннигов | 21          | 4        | 90 насечек  | 0,915 Cu, 0,085 Al         | 1936—1939    | Суммарно — 280 758 191 | Саар — 15.01.1948 ФРГ — 1.09.1949 Западный Берлин — 20.03.1949 ГДР — 03.04.1949 Австрия — 01.02.1949 |
|        |       | 50 пфеннигов | 22,5        | 1,333    | 72 насечки  | Al                         | 1935         | Суммарно — 140 057 594 | Саар — 15.01.1948 ФРГ — 1.09.1949 Западный Берлин — 14.10.1948 ГДР — 01.11.1948 Австрия — 24.12.1947 |
|        |       | 50 пфеннигов | 20          | 3,5      | 126 насечек | Ni                         | 1938—1939    | Суммарно — 40 200 331  | 01.08.1940                                                                                           |

#### Пфенниги нацистской Германии во время Второй мировой войны
С началом Второй мировой войны стали выпускать монеты из цинка и алюминия. Из-за своего состава они подвергались быстрой порче, появлению на их поверхности окислов. Довоенные монетные типы из неблагородных металлов постепенно изымались из оборота.
После поражения нацистской Германии во Второй мировой войне на его территории возникло несколько государств и государственных образований. Так, только из населённых преимущественно немецкоговорящим населением государств на политической карте Европы появились Саар, ФРГ, ГДР (включая Восточный Берлин), Западный Берлин и Австрия. На каждой из территорий рейхсмарка некогда была основным законным платёжным средством. Учитывая различие государственных институтов в каждой из них, в различных областях бывшего рейха одни и те же монетные типы утратили статус законного платёжного средства в различное время. В Австрии обменный курс был установлен в 7 грошей за 1 рейхспфенниг. Монета номиналом в 1 пфенниг вообще не была официально демонетизирована вплоть до введения евро.
Кроме указанных государств, часть территорий нацистской Германии отошла к другим государствам. Так, в Польше рейхсмарки официально утратили статус законного платёжного средства 28 февраля 1945 года и подлежали обмену по курсу 2 рейхсмарки за 1 польский злотый.
| Реверс | Аверс | Номинал      | Диаметр, мм | Масса, г | Гурт       | Металл | Годы чеканки | Тираж                    | Демонетизация |
| ------ | ----- | ------------ | ----------- | -------- | ---------- | ------ | ------------ | ------------------------ | --- |
|        |       | 1 пфенниг    | 17          | 1,8      | гладкий    | Zn     | 1940—1944    | Суммарно — 3 319 554 019 | Саар — 15.01.1948 ФРГ — 1.09.1948 Западный Берлин — 20.03.1949 ГДР — 01.04.1950 Австрия — вплоть до введения евро |
|        |       | 5 пфеннигов  | 19          | 2,5      | 60 насечек | Zn     | 1940—1944    | Суммарно — 1 310 131 857 | Саар — 15.01.1948 ФРГ — 1.09.1948 Западный Берлин — 20.03.1949 ГДР — 03.04.1949 Австрия — 01.10.1950              |
|        |       | 10 пфеннигов | 21          | 3,5      | гладкий    | Zn     | 1940—1945    | Суммарно — 1 793 096 980 | Саар — 15.01.1948 ФРГ — 1.09.1949 Западный Берлин — 20.03.1949 ГДР — 03.04.1949 Австрия — 01.02.1949              |
|        |       | 50 пфеннигов | 22,5        | 1,333    | 72 насечки | Al     | 1939—1944    | Суммарно — 275 499 468   | Саар — 15.01.1948 ФРГ — 1.09.1949 Западный Берлин — 14.10.1948 ГДР — 01.11.1948 Австрия — 24.12.1947              |

Поскольку рентная марка и рейхсмарка имели курс 1:1, а также одно и то же сокращение «RM», выводить из оборота рентную с введением рейхсмарки необходимости не было. Рентная марка в качестве законного платёжного средства пережила, как Веймарскую республику, так и нацистскую Германию. После окончания Второй мировой войны Германия была разделена на 4 зоны оккупации — американскую, британскую, французскую и советскую. Из-за политических и экономических противоречий с Советским Союзом оккупированные США и Великобританией территории объединили в Бизонию, немного позже к ней присоединилась и французская зона оккупации. Это образование получило название Тризония, и 7 сентября 1949 года из него организовали государство Федеративная Республика Германия в границах оккупационных зон всех капиталистических стран, за исключением Западного Берлина. В качестве ответа на эти действия 7 октября 1949 года в советской зоне оккупации была провозглашена Германская Демократическая Республика. В Тризонии с 21 июня 1948 года вводилась «немецкая марка». Обмен всех ранее циркулировавших денежных знаков, включая рейхс- и рентную марки, производился по курсу 10 к 1. В советской зоне оккупации рентные и рейхсмарки заменили «немецкими марками Немецкого эмиссионного банка» (нем. Deutsche Mark der Deutschen Notenbank).

#### Лагерные пфенниги

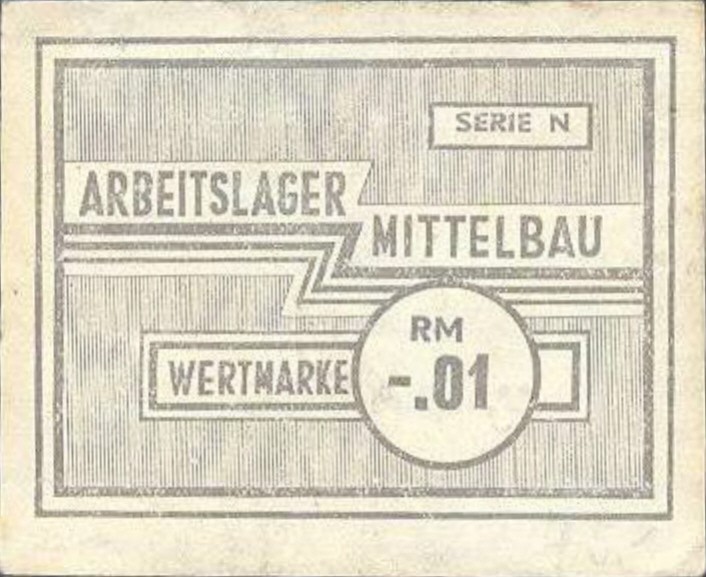
Лагерный пфенниг концлагеря Дора-Миттельбау

Лагерные пфенниги — монеты и банкноты, имевшие хождение в организованных в нацистской Германии гетто, трудовых и концентрационных лагерях в 1933—1945 годах.
Введение денег для гетто решало сразу несколько задач:
1. Усложнение побегов. Так как данные денежные знаки циркулировали только в гетто, сбежавший не смог бы использовать их во внешнем мире.
2. Метод субсидирования потребностей гетто или концентрационного лагеря.
3. Изоляция интернированных, у которых не было доступа к «реальным деньгам». Таким образом осуществлялось их разобщение с внешним миром.
4. Премирование и поощрение за сверхнормативный труд[172].

Из многочисленных мест заточения в нацистской Германии системы лагерных денег имелись в следующих гетто, концентрационных и трудовых лагерях.
| Лагерь/гетто    | Страна расположения | Тип лагеря/гетто                                      |
| --------------- | ------------------- | ----------------------------------------------------- |
| Амерсфорт       | Нидерланды          | Транзитный концлагерь                                 |
| Больцано        | Италия              | Транзитный концлагерь                                 |
| Бухенвальд      | Германия            | Концлагерь                                            |
| Вестерборк      | Нидерланды          | Транзитный концлагерь                                 |
| Герцогенбуш     | Нидерланды          | Концентрационный лагерь                               |
| Голишов         | Чехословакия        | Трудовой лагерь                                       |
| Грини           | Норвегия            | Транзитный концлагерь                                 |
| Гросс-Розен     | Германия            | Концлагерь                                            |
| Дахау           | Германия            | Концлагерь                                            |
| Дора-Миттельбау | Германия            | Концентрационный лагерь                               |
| Заксенхаузен    | Германия            | Концентрационный лагерь                               |
| Лихтенбург      | Германия            | Концентрационный лагерь                               |
| Лодзь           | Польша              | Гетто                                                 |
| Маутхаузен      | Австрия             | Концентрационный лагерь                               |
| Нойенгамме      | Германия            | Концентрационный лагерь                               |
| Нордхаузен      | Германия            | Трудовой лагерь                                       |
| Освенцим        | Польша              | Концлагерь                                            |
| Равенсбрюк      | Германия            | Концентрационный лагерь                               |
| Сокулка         | СССР                | Гетто                                                 |
| Терезиенштадт   | Чехословакия        | Транзитный концлагерь/гетто                           |
| Флоссенбюрг     | Германия            | Концлагерь                                            |
| Штуттгоф        | Польша              | Концентрационный лагерь                               |
| BRABAG          | Германия            | Заводы и шахты с использованием принудительного труда |

#### Пфенниги для оккупированных территорий
Руководством нацистской Германии перед началом войны была разработана программа по снабжению военных на захваченных территориях. Она предусматривала создание имперских кредитных касс, которые бы обладали правом эмиссии собственных денежных знаков. На них возлагалась задача выпуска денег, которые бы циркулировали на оккупированных территориях вместе с национальными валютами.
Постановление об имперских кредитных кассах было принято 3 мая 1940 года незадолго до начала наступления немецких войск на Францию. Новые учреждения были непосредственно подконтрольны центральному банку нацистской Германии. Для их контроля было создано Главное управление имперских кредитных касс во главе с директором Рейхсбанка.
Имперские кредитные кассы начали выпуск оккупационных марок. Они были обязательны к приёму в завоёванных странах, но при этом не являлись законным платёжным средством в самой Германии. Кроме банкнот, были отчеканены относительно небольшие тиражи цинковых монет номиналом в 5 и 10 пфеннигов. Также появились банкноты в 50 пфеннигов. Так как выпуск этих денежных единиц осуществлялся только в 1940 и 1941 годах, то они некоторое время циркулировали лишь на занятых до 1942 года территориях. При чеканке этих действительных только для оккупационных земель монет был использован подход, характерный для колониальных платёжных средств. В центре располагалось отверстие, что не давало возможность спутать монету для рейха и монету для оккупированной территории.
| Аверс | Реверс | Номинал           | Диаметр, мм | Масса, г | Гурт    | Металл | Годы чеканки | Тираж                 |
| ----- | ------ | ----------------- | ----------- | -------- | ------- | ------ | ------------ | --------------------- |
|       |        | 5 рейхспфеннигов  | 19          | 2,5      | гладкий | Цинк   | 1940—1941    | Суммарно — 39 852 624 |
|       |        | 10 рейхспфеннигов | 21          | 3,33     | гладкий | Цинк   | 1940—1941    | Суммарно — 22 669 913 |

#### Пфенниги периода оккупации Германии союзниками
После окончания существования нацистской Германии оккупационные администрации стран-победителей столкнулись с целым рядом проблем. Одной из них было обеспечение и восстановление разрушенной экономики. В занятых областях ощущалась нехватка разменных денег небольшого номинала. Это привело к тому, что на монетных дворах стали чеканить монеты достоинством в 1, 5 и 10 пфеннигов. Они полностью соответствовали своим аналогам 1940—1945 годов, включая надпись «DEUTSCHES REICH», за исключением герба. Свастика с новых монет была убрана. Данные монетные типы выпускались вплоть до 1948 года.
| Реверс | Аверс | Номинал      | Диаметр, мм | Масса, г | Гурт       | Металл | Годы чеканки | Тираж                          | Демонетизация                                                                   |
| ------ | ----- | ------------ | ----------- | -------- | ---------- | ------ | ------------ | ------------------------------ | ------------------------------------------------------------------------------- |
|        |       | 1 пфенниг    | 17          | 1,8      | гладкий    | Zn     | 1945—1946    | Суммарно — 6 116 791           | Саар — 15.01.1948 ФРГ — 1.09.1948 Западный Берлин — 20.03.1949 ГДР — 01.04.1950 |
|        |       | 5 пфеннигов  | 19          | 2,5      | 60 насечек | Zn     | 1947—1948    | Суммарно — не менее 24 194 000 | Саар — 15.01.1948 ФРГ — 1.09.1948 Западный Берлин — 20.03.1949 ГДР — 03.04.1949 |
|        |       | 10 пфеннигов | 21          | 3,5      | гладкий    | Zn     | 1945—1948    | Суммарно — не менее 34 760 000 | Саар — 15.01.1948 ФРГ — 1.09.1949 Западный Берлин — 20.03.1949 ГДР — 03.04.1949 |

## Пфенниги ГДР
После поражения нацистской Германии во Второй мировой войне Германия была оккупирована войсками СССР, США, Великобритании и Франции. Изначально представители стран-союзников договорились о выпуске марки Союзного военного командования. Ранее циркулировавшие в стране рентные и рейхсмарки, а также пфенниги сохраняли статус законного платёжного средства. В июне 1948 года в Тризонии, без согласования с СССР, была проведена сепаратная денежная реформа. В пятницу, 18 июня, было объявлено, что после 20-го числа все находящиеся в обороте марки становятся недействительными. Людям разрешалось обменять 40 марок на новые «немецкие марки». Советская военная администрация в Германии столкнулась с проблемой хлынувших из западных областей обесценившихся денежных знаков, которые сохраняли свою покупательную способность на подконтрольных ей территориях. Она была вынуждена провести собственную реформу денежного обращения. 23 июня 1948 года было объявлено о введении «немецкой марки Немецкого эмиссионного банка» (нем. Deutsche Mark der Deutschen Notenbank). С 24 по 26 июня, в течение трёх дней, населению позволили поменять 70 старых марок на человека по курсу 1:1. Бо́льшие суммы обменивали по курсу 10:1. Обмен состоял не в выдаче новых банкнот, которых на тот момент ещё не существовало, а в наклеивании специальных знаков на старые.
До объединения двух частей Германии в единое государство в её восточной части выпустили три серии монет с обозначением номинала в пфеннигах.
Первая датирована 1948—1950 годами. Начало чеканки серии происходило в условиях оккупации, в связи с чем на них отсутствует государственная символика. Эти монеты демонетизировали 1 января 1971 года. Дизайн реверса монет совпадает (кроме даты) с реверсом пробной монеты 50 копеек Рейхскомиссариата Украина, проданной в 2008 г. на аукционе Kunker.
Вторая серия датирована 1952 и 1953 годами. В это время комбинация молота и циркуля в различных дизайнах входила в использование как неофициальная эмблема ГДР, однако официальный герб был утверждён лишь в 1955 г. (а его прототип двумя годами ранее).
С 1958 года появились пфенниги с официальным гербом и надписью «DEUTSCHE DEMOKRATISCHE REPUBLIK». После объединения Германии в 1990 году деньги ГДР стали изымать из оборота. 1 июля 1991 года монеты с обозначением номинала в пфеннигах утратили статус законного платёжного средства.
| Реверс                     | Аверс | Номинал      | Диаметр, мм | Масса, г | Гурт       | Металл             | Годы чеканки                                 | Тираж                    |
| -------------------------- | ----- | ------------ | ----------- | -------- | ---------- | ------------------ | -------------------------------------------- | ------------------------ |
| Первая серия пфеннигов ГДР |       |              |             |          |            |                    |                                              |                          |
|                            |       | 1 пфенниг    | 17          | 0,75     | гладкий    | 97 % Al, 3 % Mg    | 1948—1950                                    | Суммарно — 55 200 000    |
|                            |       | 5 пфеннигов  | 19          | 1,1      | гладкий    | 97 % Al, 3 % Mg    | 1948—1950                                    | 205 072 430              |
|                            |       | 10 пфеннигов | 21          | 1,5      | гладкий    | 97 % Al, 3 % Mg    | 1948—1950                                    | Суммарно — 232 537 385   |
|                            |       | 50 пфеннигов | 20          | 3,3      | арабески   | Алюминиевая бронза | 1950                                         | 67 703 405               |
| Вторая серия пфеннигов ГДР |       |              |             |          |            |                    |                                              |                          |
|                            |       | 1 пфенниг    | 17          | 0,75     | гладкий    | 97 % Al, 3 % Mg    | 1952, 1953                                   | Суммарно — 511 386 659   |
|                            |       | 5 пфеннигов  | 19          | 1,1      | гладкий    | 97 % Al, 3 % Mg    | 1952, 1953                                   | Суммарно — 207 079 891   |
|                            |       | 10 пфеннигов | 21          | 1,5      | гладкий    | 97 % Al, 3 % Mg    | 1952, 1953                                   | Суммарно — 122 035 469   |
| Третья серия пфеннигов ГДР |       |              |             |          |            |                    |                                              |                          |
|                            |       | 1 пфенниг    | 17          | 0,75     | гладкий    | 97 % Al, 3 % Mg    | 1960—1965, 1968, 1972, 1973, 1975, 1977—1990 | Суммарно — 3 077 947 313 |
|                            |       | 5 пфеннигов  | 19          | 1,1      | гладкий    | 97 % Al, 3 % Mg    | 1968, 1972, 1975, 1978—1990                  | Суммарно — 785 183 130   |
|                            |       | 10 пфеннигов | 21          | 1,5      | гладкий    | 97 % Al, 3 % Mg    | 1963, 1965, 1967, 1968, 1970—1973, 1978—1990 | Суммарно — 765 345 278   |
|                            |       | 20 пфеннигов | 22,2        | 5,4      | гладкий    | 63 % Cu, 37 % Zn   | 1969, 1971—1974, 1979—1990                   | Суммарно — 289 124 008   |
|                            |       | 50 пфеннигов | 23          | 2        | 78 насечек | 97 % Al, 3 % Mg    | 1958, 1968, 1971—1973, 1979—1990             | Суммарно — 268 425 165   |

## Пфенниги ФРГ
После окончания Второй мировой войны и оккупации Германии войсками четырёх стран (США, Великобритания, СССР и Франция) возник ряд сложностей с обеспечением нормального денежного обращения. Во французской зоне оккупации даже отпечатали в 1947 году бумажные 5, 10 и 50 пфеннигов для оборота в области выпуска (отдельно для Бадена, Вюртемберг-Гогенцоллерна и Рейнланд-Пфальца). Разногласия между СССР и бывшими союзниками не способствовали его нормализации. В отличие от советской зоны оккупации, на западных немецких землях продолжала функционировать банковская система. В нацистской Германии её центры управления находились в Берлине. В послевоенных условиях Берлин не мог выполнять функцию финансовой столицы страны, что требовало коренной реорганизации всего сектора экономики.
Противоречия с СССР делали невозможной денежную реформу для всей Германии. При этом, как в советской зоне, так и в Тризонии продолжали циркулировать рентные и рейхсмарки. Втайне от СССР и населения была разработана сепаратная денежная реформа. Осенью 1947 года в Нью-Йорке и Вашингтоне напечатали банкноты, которые доставили в 23 тысячах коробок в Бремерхафен. 18 июня 1948 года объявили, что с 20 числа вводится новая денежная единица — немецкая марка. Одному человеку разрешали обменять 60 старых марок на новые по курсу 1 к 1. Из них 40 марок выдавали сразу, а 20 в течение последующих 2 месяцев.
С введением новой валюты возникла необходимость чеканки разменных монет. Выпуск новых пфеннигов наладили на монетных дворах Мюнхена, Штутгарта, Карлсруэ и Гамбурга. На момент введения немецкой марки государства Федеративная Республика Германия официально ещё не существовало. На пфеннигах первых выпусков указывали «BANK DEUTSCHER LÄNDER» (Банк немецких земель). Только с 1950 года стали чеканить монеты с надписью «BUNDESREPUBLIK DEUTSCHLAND». Новые пфенниги на одной стороне содержали обозначение номинала, на другой — ветвь с дубовыми листьями. Особый дизайн имеет монета в 50 пфеннигов. Женщина на коленях сажает дубовый росток, что символизирует восстановление Германии после разрушительной Второй мировой войны. Моделью стала жена скульптора и создателя дизайна монеты Герда Вернер. В 1967 году разработали бумажные 5, 10 и 50 пфеннигов, однако в реальный оборот они не поступили.
В 1990 году, после объединения, пфенниги ФРГ не претерпели никаких изменений. Их стали также чеканить на Берлинском монетном дворе. Прекращение выпуска пфеннигов с 2002 года связано с введением евро. Бундесбанк не установил никаких временных и количественных ограничений по обмену банкнот и монет на евро.
| Реверс                                    | Аверс                    | Номинал      | Диаметр, мм | Масса, г  | Гурт                                                 | Металл                            | Годы чеканки    | Тираж                             |
| ----------------------------------------- | ------------------------ | ------------ | ----------- | --------- | ---------------------------------------------------- | --------------------------------- | --------------- | --------------------------------- |
| Пфенниги банка немецких земель            |                          |              |             |           |                                                      |                                   |                 |                                   |
|                                           |                          | 1 пфенниг    | 16,5        | 2         | гладкий                                              | сталь с медным покрытием          | 1948, 1949      | Суммарно — 642 120 185            |
|                                           |                          | 5 пфеннигов  | 18,5        | 3         | гладкий                                              | сталь с латунным покрытием        | 1949            | Суммарно — 252 441 207            |
|                                           |                          | 10 пфеннигов | 21,5        | 4         | гладкий                                              | сталь с латунным покрытием        | 1949            | Суммарно — 498 519 000            |
|                                           |                          | 50 пфеннигов | 20          | 3,5       | 126 насечек                                          | медно-никелевый сплав             | 1949, 1950      | Суммарно — 152 503 469            |
| Пфенниги Федеративной Республики Германия |                          |              |             |           |                                                      |                                   |                 |                                   |
|                                           |                          | 1 пфенниг    | 16,5        | 2         | гладкий                                              | сталь с медным покрытием          | 1950, 1966—2001 | Суммарно — 17 263 414 474         |
|                                           |                          | 2 пфеннига   | 19,25       | 3,25      | гладкий                                              | бронза                            | 1950, 1958—1969 | Суммарно — не более 1 192 339 774 |
| 2,9                                       | сталь с медным покрытием | 2 пфеннига   | 19,25       | 1968—2001 | гладкий                                              | Суммарно — не менее 6 821 423 017 |                 |                                   |
|                                           |                          | 5 пфеннигов  | 18,5        | 3         | гладкий                                              | сталь с латунным покрытием        | 1950, 1966—2001 | Суммарно — 6 844 543 215          |
|                                           |                          | 10 пфеннигов | 21,5        | 4         | гладкий                                              | сталь с латунным покрытием        | 1950, 1966—2001 | Суммарно — 11 223 208 890         |
|                                           |                          | 50 пфеннигов | 20          | 3,5       | 126 насечек (до 1970 года) гладкий (после 1971 года) | медно-никелевый сплав             | 1950, 1966—2001 | Суммарно — более 2 416 927 031    |

## Другие значения

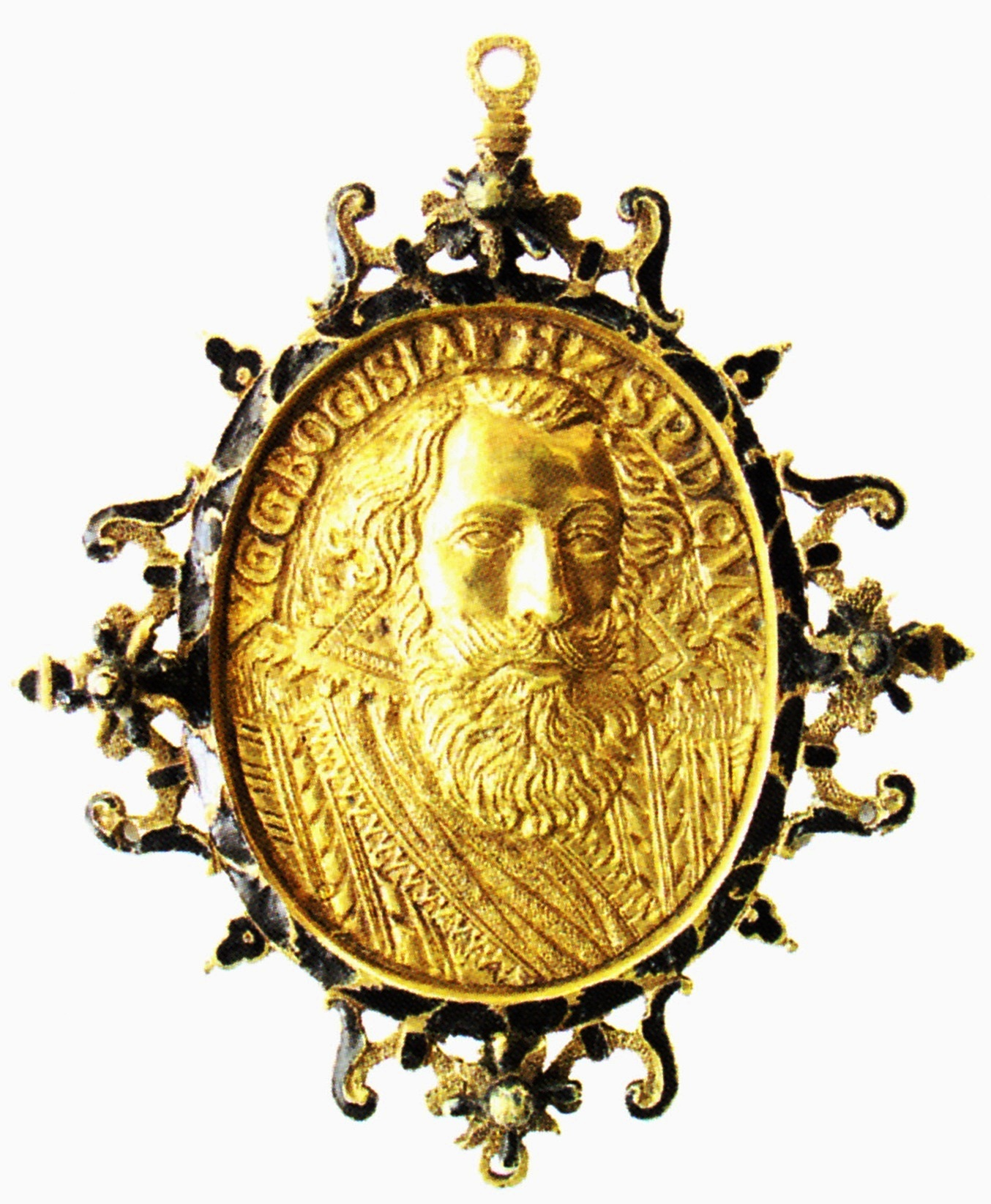
Гнаденпфенниг Богуслава XIV

Кроме обозначения монеты пфеннигами называли самые разнообразные жетоны, амулеты и знаки отличия, как-либо по форме напоминающие монеты. К ним относят абендмальспфенниг, являющийся знаком допущения прихожанина к таинству причастия. В XVII веке широкое распространение получили амулеты в виде монеты с изображением святого Бенедикта, почитаемого в качестве покровителя от чумы, т. н. бенедиктенпфенниги. Металлические жетоны, используемые на счётных досках, получили название счётных пфеннигов.

Символ пфеннига

Гнаденпфенниг (нем. Gnadenpfennig, дословно «Пфенниг благоволения») стал прообразом орденов. Представлял собой овальную украшенную медаль с изображением монарха. Получил распространение в XVI—XVII столетиях. Вручался князьями за особые заслуги. Обычно они имели овальную форму, зачастую их украшали драгоценными камнями. По своей сути гнаденпфенниги являлись клейнодами, носимыми на цепи на шее.

## Символ пфеннига
Пенни и пфенниг появились как подражания римскому денарию. Поэтому изначально их символом являлась первая буква в латинском названии монеты — denarius. В Англии и англоязычных странах она писалась обычным шрифтом — d, в Германии — немецким готическим курсивом —₰.
В системе юникод (UTF-16) символ имеет код U+20B0.

## Комментарии
Комментарии
1. ↑  Информацию о тиражах конкретной монеты по годам и монетным дворам см. в статье Рентная марка#Монеты.
2. ↑  Монеты 1925 и 1929 года в широкий оборот не попали. Их количество оценивают в несколько пробных экземпляров.
3. ↑  Информацию о тиражах конкретной монеты по годам и монетным дворам см. в статье Монеты нацистской Германии.
4. ↑  Информацию о тиражах конкретной монеты по годам и монетным дворам см. в статье Монеты нацистской Германии.

Тиражи монет по годам
1. ↑  Тираж 1 пфеннига 1873—1889 по годам и монетным дворам: 1873 A — 184 430, 1873 В — 95 000, 1873 D — 51 776, 1874 A — 26 760 220, 1874 В — 8 742 580, 1874 С — 15 743 585, 1874 D — 7 074 047, 1874 E — 4 522 063, 1874 °F — 3 985 080, 1874 G — 4 768 027, 1874 H — 2 013 200, 1875 A — 64 668 670, 1875 В — 27 617 600, 1875 С — 22 654 070, 1875 D — 13 342 400, 1875 E — 7 778 611, 1875 °F — 15 270 500, 1875 G — 12 020 551, 1875 H — 3 515 500, 1875 J — 7 241 558, 1876 A — 34 541 650, 1876 В — 5 994 900, 1876 С — 11 043 743, 1876 D — 12 651 320, 1876 E — 6 531 736, 1876 °F — 11 404 300, 1876 G — 3 331 400, 1876 H — 2 998 041, 1876 J — 1 165 335, 1877 A — 472 380, 1877 B — 87 990, 1885 A — 5 447 749, 1885 E — 430 000, 1885 G — 1 100 000, 1885 J — 1 696 383, 1886 A — 14 114 022, 1886 D — 2 873 230, 1886 E — 2 059 968, 1886 °F — 1 726 000, 1886 G — 814 250, 1886 J — 1 592 963, 1887 A — 15 923 317, 1887 D — 5 176 776, 1887 E — 2 314 652, 1887 °F — 6 345 199, 1887 G — 1 887 832, 1887 H — 2 082 305, 1888 A — 19 936 497, 1888 D — 3 277 166, 1888 E — 1 310 222, 1888 °F — 584 000, 1888 G — 1 384 741, 1888 J — 2 803 037, 1889 A — 20 749 891, 1889 D — 8 453 620, 1889 E — 4 330 293, 1889 °F — 5 010 015, 1889 G — 3 410 658, 1889 J — 3 307 773
2. ↑  Тираж 1 пфеннига 1890—1916 по годам и монетным дворам: 1890 A — 17 294 770, 1890 D — 7 030 090, 1890 E — 3 730 430, 1890 °F — 4 189 490, 1890 G — 3 050 475, 1890 J — 2 246 956, 1891 A — 12 040 369, 1891 D — 875 937, 1891 E — 528 000, 1891 °F — 1 263 236, 1891 G — 360 000, 1891 J — 1 836 912, 1892 A — 22 340 676, 1892 D — 6 139 028, 1892 E — 3 195 140, 1892 °F — 5 013 468, 1892 G — 2 688 766, 1892 J — 3 980 488, 1893 A — 18 966 356, 1893 D — 7 026 655, 1893 E — 1 218 000, 1893 °F — 1 460 000, 1893 G — 700 000, 1893 J — 1 824 581, 1894 A — 17 592 323, 1894 D — 5 530 000, 1894 E — 5 040 090, 1894 °F — 4 206 292, 1894 G — 2 351 253, 1894 J — 2 619 063, 1895 A — 20 151 614, 1895 D — 1 495 745, 1895 E — 1 190 800, 1895 °F — 4 365 700, 1895 G — 3 051 188, 1895 J — 3 838 659, 1896 A — 27 094 171, 1896 D — 7 025 109, 1896 E — 3 725 510, 1896 °F — 3 450 000, 1896 G — 3 028 203, 1897 A — 8 533 566, 1897 D — 2 600 000, 1897 E — 1 294 000, 1897 °F — 2 389 535, 1897 G — 1 122 369, 1897 J — 4 940 590, 1898 A — 18 563 602, 1898 D — 4 430 000, 1898 E — 2 431 630, 1898 °F — 4 193 235, 1898 G — 2 550 427, 1898 J — 2 416 453, 1899 A — 22 009 249, 1899 D — 4 590 000, 1899 E — 3 725 250, 1899 °F — 4 300 000, 1899 G — 2 550 427, 1899 J — 2 416 453, 1900 A — 51 804 462, 1900 D — 14 634 990, 1900 E — 7 886 840, 1900 °F — 10 311 740, 1900 G — 6 137 671, 1900 J — 9 916 947, 1901 A — 21 045 388, 1901 D — 5 337 137, 1901 E — 13 970 000, 1901 °F — 2 924 535, 1901 G — 1 977 382, 1901 J — 2 011 118, 1902 A — 7 474 402, 1902 D — 2 811 279, 1902 E — 1 183 200, 1902 °F — 1 250 000, 1902 G — 880 500, 1902 J — 150, 1903 A — 12 690 238, 1903 D — 3 140 211, 1903 E — 1 955 945, 1903 °F — 2 945 242, 1903 G — 1 376 920, 1903 J — 2 831 903, 1904 A — 28 625 147, 1904 D — 4 118 413, 1904 E — 2 778 132, 1904 °F — 4 520 166, 1904 G — 3 231 739, 1904 J — 4 467 074, 1905 A — 19 630 539, 1905 D — 6 083 962, 1905 E — 3 564 343, 1905 °F — 4 153 380, 1905 G — 3 051 498, 1905 J — 4 085 379, 1906 A — 46 921 015, 1906 D — 5 633 073, 1906 E — 7 277 952, 1906 °F — 7 173 080, 1906 G — 5 193 902, 1906 J — 3 622 000, 1907 A — 33 710 718, 1907 D — 14 690 725, 1907 E — 3 718 961, 1907 °F — 7 025 773, 1907 G — 3 051 784, 1907 J — 6 721 573, 1908 A — 21 921 907, 1908 D — 10 628 945, 1908 E — 3 400 000, 1908 °F — 6 111 804, 1908 G — 3 662 659, 1908 J — 5 580 696, 1909 A — 21 430 443, 1909 D — 2 813 655, 1909 E — 2 562 138, 1909 °F — 2 425 423, 1909 G — 1 220 387, 1909 J — 1 633 502, 1910 A — 10 760 908, 1910 D — 4 220 739, 1910 E — 1 600 000, 1910 °F — 3 008 823, 1910 G — 1 830 871, 1910 J — 2 450 109, 1911 A — 38 172 073, 1911 D — 8 656 572, 1911 E — 5 235 910, 1911 °F — 5 780 000, 1911 G — 2 075 125, 1911 J — 5 694 000, 1912 A — 42 693 365, 1912 D — 10 173 195, 1912 E — 5 688 877, 1912 °F — 7 441 234, 1912 G — 5 525 938, 1912 J — 5 614 816, 1913 A — 32 671 177, 1913 D — 8 160 847, 1913 E — 2 257 817, 1913 °F — 6 620 440, 1913 G — 3 209 037, 1913 J — 1 445 997, 1914 A — 9 976 052, 1914 D — 1 842 287, 1914 E — 2 925 501, 1914 °F — 3 315 792, 1914 G — 2 100 173, 1900 J — 4 368 103, 1915 A — 14 737 539, 1915 D — 1 771 000, 1915 E — 2 779 130, 1915 °F — 1 411 359, 1915 G — 2 040 612, 1915 J — 2 981 392, 1916 A — 5 959 900, 1916 D — 5 401 110, 1916 E — 817 790, 1916 °F — 1 103 533, 1916 G — 671 201, 1916 J — 898 321
3. ↑  Тираж 1 пфеннига 1917—1918 по годам и монетным дворам: 1917 A — 27 159 076, 1917 D — 6 939 541, 1917 E — 3 862 160, 1917 °F — 5 124 601, 1917 G — 3 139 375, 1917 J — 4 182 000, 1918 D — 318 903
4. ↑  Тираж 2 пфеннигов 1873—1877 по годам и монетным дворам: 1873 A — 877 385, 1873 B — 289 795, 1873 °C — 160 749, 1873 D — 2 358 415, 1873 °F — 22 415, 1873 G — 118 000, 1874 A — 37 359 910, 1874 B — 10 310 240, 1874 °C — 17 474 080, 1874 D — 2 943 495, 1874 E — 5 090 323, 1874 °F — 6 404 535, 1874 G — 6 127 625, 1874 H — 2 706 060, 1875 A — 28 962 720, 1875 B — 15 843 800, 1875 °C — 35 540 723, 1875 D — 11 159 790, 1875 E — 7 872 050, 1875 °F — 9 827 125, 1875 G — 11 902 915, 1875 H — 3 309 113, 1875 J — 14 210 099, 1876 A — 18 906 335, 1876 B — 7 096 950, 1876 °C — 12 279 563, 1876 D — 10 296 360, 1876 E — 4 988 061, 1876 °F — 7 206 600, 1876 G — 3 502 400, 1876 H — 3 630 436, 1876 J — 1 995 000, 1877 A — 9 827 295, 1877 B — 60 010
5. ↑  Тираж 2 пфеннигов 1904—1916 по годам и монетным дворам: 1904 A — 5 414 157, 1904 D — 1 404 041, 1904 E — 744 422, 1904 °F — 1 002 124, 1904 G — 495 010, 1904 J — 433 830, 1905 A — 5 171 865, 1905 D — 1 570 000, 1905 E — 924 469, 1905 °F — 1 115 000, 1905 G — 1 030 380, 1905 J — 1 608 569, 1906 A — 8 459 482, 1906 D — 3 539 028, 1906 E — 2 055 093, 1906 °F — 2 839 723, 1906 G — 1 526 761, 1906 J — 1 907 500, 1907 A — 13 467 957, 1907 D — 1 921 128, 1907 E — 744 742, 1907 °F — 1 058 809, 1907 G — 610 229, 1907 J — 951 837, 1908 A — 5 421 165, 1908 D — 1 407 174, 1908 E — 744 860, 1908 °F — 1 003 329, 1908 G — 610 093, 1908 J — 816 869, 1910 A — 5 421 183, 1910 D — 1 406 663, 1910 E — 745 269, 1910 °F — 1 002 656, 1910 G — 517 302, 1910 J — 568 000, 1911 A — 8 186 918, 1911 D — 2 100 450, 1911 E — 1 132 500, 1911 °F — 1 490 000, 1911 G — 1 313 340, 1911 J — 1 882 876, 1912 A — 13 580 338, 1912 D — 3 108 852, 1912 E — 1 807 959, 1912 °F — 2 366 256, 1912 G — 1 395 000, 1912 J — 1 605 000, 1913 A — 4 211 978, 1913 D — 2 525 311, 1913 E — 412 894, 1913 °F — 1 601 664, 1913 G — 740 643, 1913 J — 1 253 989, 1914 A — 5 350 313, 1914 E — 1 201 971, 1914 °F — 157 763, 1914 G — 610 403, 1914 J — 816 970, 1915 A — 3 897 165, 1915 D — 1 407 339, 1915 E — 287 610, 1915 °F — 903 921, 1916 A — 3 524 135, 1916 D — 914 815, 1916 E — 484 470, 1916 °F — 651 464, 1916 G — 396 670, 1916 J — 531 072
6. ↑  Тираж 5 пфеннигов 1874—1889 по годам и монетным дворам: 1874 A — 10 002 784, 1874 B — 5 053 546, 1874 °C — 3 707 307, 1874 D — 2 446 704, 1874 E — 5 465 183, 1874 °F — 3 561 996, 1874 G — 2 721 200, 1875 A — 30 843 718, 1875 B — 11 657 720, 1875 °C — 18 082 108, 1875 D — 12 379 786, 1875 E — 6 745 038, 1875 °F — 9 757 616, 1875 G — 10 219 581, 1875 H — 702 960, 1875 J — 9 780 610, 1876 A — 22 342 088, 1876 B — 8 924 980, 1876 °C — 8 679 793, 1876 D — 14 467 300, 1876 E — 6 898 569, 1876 °F — 6 826 290, 1876 G — 6 942 400, 1876 H — 3 026 784, 1876 J — 11 920 232, 1888 A — 7 366 059, 1888 D — 1 966 613, 1888 E — 1 016 064, 1888 °F — 1 412 182, 1888 G — 853 413, 1888 J — 1 129 613, 1889 A — 10 803 727, 1889 D — 2 816 310, 1889 E — 1 491 926, 1889 °F — 2 010 214, 1889 G — 1 220 829, 1889 J — 1 635 778
7. ↑  Тираж 5 пфеннигов 1890—1915 по годам и монетным дворам: 1890 A — 4 547 959, 1890 D — 2 813 106, 1890 E — 1 318 000, 1890 °F — 1 068 000, 1890 G — 948 000, 1890 J — 1 629 159, 1891 A — 6 313 399, 1891 E — 173 160, 1891 °F — 942 020, 1891 G — 270 935, 1892 A — 2 278 602, 1892 D — 920 000, 1892 E — 346 000, 1892 °F — 464 000, 1892 G — 800 000, 1892 J — 93 171, 1893 A — 8 571 994, 1893 D — 1 892 328, 1893 E — 1 148 794, 1893 °F — 1 546 244, 1893 G — 421 862, 1893 J — 1 544 185, 1894 A — 10 830 195, 1894 D — 2 812 045, 1894 E — 802 000, 1894 и 1895 °F — 2 004 546, 1894 G — 280 000, 1894 J — 1 634 190, 1895 E — 686 290, 1895 G — 940 213, 1896 A — 1 459 302, 1896 E — 658 000, 1896 °F — 2 009 013, 1896 и 1897 G — 1 220 557, 1896 J — 1 633 616, 1897 A — 9 390 363, 1897 D — 2 812 084, 1897 E — 832 956, 1898 A — 10 836 205, 1898 D — 2 812 100, 1898 E — 1 492 410, 1898 °F — 2 006 558, 1898 G — 1 220 116, 1898 J — 1 634 510, 1899 A — 10 833 872, 1899 D — 2 812 106, 1899 E — 1 487 740, 1899 °F — 2 005 626, 1899 G — 1 221 571, 1899 J — 1 633 920, 1900 A — 18 941 259, 1900 D — 4 254 348, 1900 E — 2 235 690, 1900 °F — 3 208 895, 1900 G — 2 135 958, 1900 J — 2 859 279, 1901 A — 8 155 077, 1901 D — 2 779 098, 1901 E — 1 492 220, 1901 °F — 1 810 800, 1901 G — 914 744, 1901 J — 1 225 548, 1902 A — 8 949 124, 1902 D — 2 812 070, 1902 E — 1 120 480, 1902 °F — 1 800 000, 1902 G — 1 220 044, 1902 J — 1 636 198, 1903 A — 5 932 341, 1903 D — 1 406 083, 1903 E — 1 113 800, 1903 °F — 1 209 051, 1903 G — 610 180, 1903 J — 816 854, 1904 A — 6 791 156, 1904 D — 1 408 137, 1904 E — 745 630, 1904 °F — 1 005 850, 1904 G — 610 370, 1904 J — 817 989, 1905 A — 8 128 692, 1905 D — 2 109 000, 1905 E — 1 116 932, 1905 °F — 1 504 600, 1905 G — 914 883, 1905 J — 1 225 684, 1906 A — 18 970 115, 1906 D — 4 921 901, 1906 E — 2 605 273, 1906 °F — 3 511 607, 1906 G — 2 135 598, 1906 J — 2 859 064, 1907 A — 11 929 815, 1907 D — 2 112 852, 1907 E — 1 517 175, 1907 °F — 1 844 722, 1907 G — 915 075, 1907 J — 1 635 543, 1908 A — 22 114 293, 1908 D — 4 991 343, 1908 E — 2 918 855, 1908 °F — 5 123 897, 1908 G — 3 356 902, 1908 J — 3 263 663, 1909 A — 5 796 996, 1909 D — 2 753 134, 1909 E — 983 910, 1909 °F — 251 573, 1909 J — 1 632 296, 1910 A — 7 343 617, 1910 D — 2 813 712, 1910 E — 1 290 377, 1910 °F — 1 721 499, 1910 G — 1 222 227, 1910 J — 152 000, 1911 A — 15 660 282, 1911 D — 2 220 563, 1911 E — 1 770 000, 1911 °F — 2 714 075, 1911 G — 1 833 194, 1911 J — 3 115 758, 1912 A — 19 320 441, 1912 D — 4 015 322, 1912 E — 2 568 412, 1912 °F — 3 679 355, 1912 G — 2 440 126, 1912 J — 3 020 000, 1913 A — 13 506 668, 1913 D — 5 518 562, 1913 E — 2 373 018, 1913 °F — 2 053 524, 1913 G — 1 220 863, 1913 J — 252 702, 1914 A — 23 604 967, 1914 D — 3 014 490, 1914 E — 1 710 000, 1914 °F — 2 205 993, 1914 G — 1 218 000, 1914 J — 3 235 093, 1915 D — 3 515 527, 1915 E — 833 976, 1915 °F — 1 893 583, 1915 G — 894 639, 1915 J — 1 668 567
8. ↑  Тираж 5 пфеннигов 1915—1922 по годам и монетным дворам: 1915 A — 34 631 166, 1915 D — 2 020 601, 1915 E — 4 670 000, 1915 °F — 3 500 000, 1915 G — 3 675 740, 1915 J — 2 100 000, 1916 A — 51 003 241, 1916 D — 19 590 219, 1916 E — 7 271 795, 1916 °F — 10 479 455, 1916 G — 5 599 346, 1916 J — 10 252 730, 1917 A — 87 315 059, 1917 D — 19 581 053, 1917 E — 11 092 000, 1917 °F — 10 930 000, 1917 G — 6 719 725, 1917 J — 11 686 000, 1918 A — 223 515 570, 1918 D — 29 129 936, 1918 E — 23 600 000, 1918 °F — 24 598 221, 1918 G — 12 696 764, 1918 J — 20 240 000, 1919 A — 112 101 659, 1919 D — 41 162 771, 1919 E — 20 608 000, 1919 °F — 32 700 000, 1919 G — 13 925 267, 1919 J — 16 249 010, 1920 A — 80 299 683, 1920 D — 25 501 923, 1920 E — 11 646 000, 1920 °F — 24 300 000, 1920 G — 10 243 807, 1920 J — 16 856 640, 1921 A — 143 418 372, 1921 D — 38 132 799, 1921 E — 21 104 000, 1921 °F — 24 800 000, 1921 G — 21 289 023, 1921 J — 28 928 224, 1922 A — 89 062 488, 1922 D — 33 920 598, 1922 E — 19 155 800, 1922 °F — 16 436 000, 1922 G — 19 708 394, 1922 J — 16 820 022
9. ↑  Тираж 10 пфеннигов 1873—1889 по годам и монетным дворам: 1873 A — 930 854, 1873 B — 332 581, 1873 °C — 522 133, 1873 D — 471 683, 1873 °F — 476 182, 1873 G — 518 543, 1873 H — 43 750, 1874 A — 7 664 444, 1874 B — 2 669 093, 1874 °C — 12,029,314, 1874 D — 3,585,626, 1874 E — 3,157,043, 1874 °F — 7,309,406, 1874 G — 5 550 602, 1874 H — 3 323 014, 1875 A — 15 522 645, 1875 B — 4 120 400, 1875 °C — 8 304 202, 1875 D — 13 365 405, 1875 E — 9 832 510, 1875 °F — 7 974 712, 1875 G — 5 389 874, 1875 H — 4 267 890, 1875 J — 9 406 752, 1876 A — 34 175 109, 1876 B — 10 120 520, 1876 °C — 13 214 086, 1876 D — 16 787 180, 1876 E — 6 160 852, 1876 °F — 7 034 404, 1876 G — 6 222 400, 1876 H — 3 227 323, 1876 J — 11 314 775, 1888 A — 8 519 446, 1888 D — 2 493 456, 1888 E — 1 268 392, 1888 °F — 1 340 000, 1888 G — 1 081 296, 1888 J — 1 436 044, 1889 A — 11 541 679, 1889 D — 2 813 250, 1889 E — 1 492 950, 1889 °F — 2 432 300, 1889 G — 1 222 976, 1889 J — 1 637 641
10. ↑  Тираж 10 пфеннигов 1890—1916 по годам и монетным дворам: 1890 A — 6 878 140, 1890 °F — 784 000, 1890 G — 976 000, 1890 J — 1 637 306, 1891 A — 4 239 355, 1891 D — 2 812 052, 1891 E — 1 489 010, 1891 °F — 1 226 076, 1891 G — 246 690, 1892 A — 2 413 201, 1892 D — 2 812 123, 1892 E — 870 000, 1892 °F — 663 000, 1892 G — 300 000, 1893 A — 8 435 340, 1893 E — 362 000, 1893 °F — 1 345 424, 1893 G — 920 559, 1893 J — 1 635 835, 1894 E — 259 970, 1896 A — 4 996 011, 1896 D — 2 812 463, 1896 E — 1 495 200, 1896 °F — 2 008 911, 1896 G — 200 000, 1896 J — 1 632 393, 1897 A — 5 842 276, 1897 G — 1 019 780, 1898 A — 10 833 154, 1898 D — 2 813 579, 1898 E — 805 000, 1898 °F — 2 006 971, 1898 G — 480 000, 1898 J — 1 635 157, 1899 A — 10 837 874, 1899 D — 2 813 000, 1899 E — 2 175 280, 1899 °F — 2 008 435, 1899 G — 1 382 096, 1899 J — 1 635 373, 1900 A — 34 558 513, 1900 D — 8 694 069, 1900 E — 4 490 110, 1900 °F — 5 932 765, 1900 G — 4 239 145, 1900 J — 5 720 241, 1901 A — 10 200 076, 1901 D — 3 257 925, 1901 E — 1 863 000, 1901 °F — 2 594 085, 1901 G — 1 526 514, 1901 J — 1 225 042, 1902 A — 5 878 314, 1902 D — 1 406 000, 1902 E — 501 840, 1902 °F — 1 002 593, 1902 G — 609 840, 1902 J — 815 322, 1903 A — 5 130 969, 1903 D — 1 406 222, 1903 E — 987 968, 1903 °F — 1 002 896, 1903 G — 610 009, 1903 J — 816 270, 1904 A — 5 189 448, 1904 D — 1 055 602, 1904 E — 558 877, 1904 °F — 752 715, 1904 G — 457 314, 1904 J — 612 362, 1905 A — 8 649 899, 1905 D — 1 846 000, 1905 E — 979 629, 1905 °F — 1 310 097, 1905 G — 642 445, 1905 J — 1 429 990, 1906 A — 14 369 766, 1906 D — 4 132 480, 1906 E — 2 188 538, 1906 °F — 2 953 450, 1906 G — 1 952 393, 1906 J — 2 042 060, 1907 A — 17 970 747, 1907 D — 2 812 805, 1907 E — 2 290 513, 1907 °F — 3 205 894, 1907 G — 1 888 750, 1907 J — 2 750 024, 1908 A — 20 409 729, 1908 D — 6 772 810, 1908 E — 2 490 060, 1908 °F — 3 535 489, 1908 G — 1 707 859, 1908 J — 2 649 236, 1909 A — 2 269 641, 1909 D — 966 316, 1909 E — 805 624, 1909 °F — 780 227, 1909 G — 980 005, 1909 J — 724 624, 1910 A — 3 734 193, 1910 D — 1 406 054, 1910 E — 300 000, 1910 °F — 1 002 977, 1910 G — 610 440, 1911 A — 13 554 285, 1911 D — 2 507 608, 1911 E — 2 245 586, 1911 °F — 2 235 000, 1911 G — 1 678 145, 1911 J — 3 062 060, 1912 A — 21 312 119, 1912 D — 6 988 325, 1912 E — 2 648 715, 1912 °F — 3 786 512, 1912 G — 2 441 270, 1912 J — 2 730 000, 1913 A — 13 466 417, 1913 D — 3 164 389, 1913 E — 1 477 846, 1913 °F — 1 990 777, 1913 G — 1 372 622, 1913 J — 1 549 981, 1914 A — 18 569 974, 1914 D — 2 300 631, 1914 E — 3 477 753, 1914 °F — 4 514 743, 1914 G — 2 689 148, 1914 J — 1 588 932, 1915 A — 10 638 517, 1915 D — 2 276 619, 1915 E — 1 026 798, 1915 °F — 1 507 502, 1915 G — 363 117, 1915 J — 2 677 089, 1916 D — 1 128 412
11. ↑  Тираж 10 пфеннигов 1916—1922 по годам и монетным дворам: 1916 A — 69 173 415, 1916 D — 11 608 655, 1915 E — 8 280 200, 1916 °F — 7 472 758, 1916 G — 5 877 590, 1916 J — 11 682 651, 1917 A — 53 198 389, 1917 D — 16 370 093, 1917 E — 9 182 457, 1917 °F — 11 340 981, 1917 G — 7 087 920, 1917 J — 9 205 000, 1918 D — 42 054, 1921 A — 16 264 657, 1922 D — 779 714, 1922 E — 2 235 000, 1922 °F — 1 927 820, 1922 G — 1 358 000, 1922 J — 2 420 259
12. ↑  Тираж 10 пфеннигов 1916—1922 по годам: 1917 — 75 073 243, 1918 — 202 008 329, 1919 — 147 799 629, 1920 — 223 018 653, 1921 — 319 333 998, 1922 — 283 314 761
13. ↑  Тираж 20 пфеннигов 1887—1888 по годам и монетным дворам: 1873 A — 2 157 853, 1873 В — 664 010, 1873 С — 903 846, 1873 D — 1 200 977, 1873 E — 2 281 041 совместно с тиражом 1874 Е, 1873 °F — 449 552, 1873 G — 763 067, 1873 H — 54 000, 1874 A — 8 829 886, 1874 В — 9 222 215, 1874 С — 1 303 197, 1874 D — 10 086 568, 1874 E — 2 281 041 совместно с тиражом 1873 Е, 1874 °F — 7 222 398, 1874 G — 3 281 267, 1874 H — 1 841 516, 1875 A — 9 034 131, 1875 В — 2 768 250, 1875 С — 5 938 121, 1875 D — 15 031 539, 1875 E — 1 486 407, 1875 °F — 7 667 766, 1875 G — 3 939 809, 1875 H — 1 340 462, 1875 J — 3 501 812, 1876 A — 6 959 008, 1876 В — 5 088 710, 1876 С — 5 911 379, 1876 D — 14 151 700, 1876 E — 11 648 242, 1876 °F — 13 635 166, 1876 G — 78 202 200, 1876 H — 1 432 797, 1876 J — 10 272 342, 1877 J — 700 380
14. ↑  Тираж 20 пфеннигов 1873—1877 по годам и монетным дворам: 1887 A — 2 711 596, 1887 D — 703 710, 1887 E — 372 890, 1887 °F — 502 883, 1887 G — 3 305 539, 1887 J — 408 209, 1888 A — 5 426 207, 1887 B — 1 406 120, 1887 E — 744 314, 1887 °F — 1 005 396, 1887 G — 610 893, 1887 J — 818 138
15. ↑  Тираж 20 пфеннигов 1890, 1892 по годам и монетным дворам: 1890 A — 2 715 702, 1890 D — 703 093, 1890 E — 373 304, 1890 °F — 502 796, 1890 G — 305 950, 1890 J — 409 680, 1892 A — 2 712 121, 1892 B — 703 189, 1892 E — 372 450, 1892 °F — 502 216, 1892 G — 304 389, 1892 J — 408 519
16. ↑  Тираж 25 пфеннигов по годам и монетным дворам: 1909 A — 962 260, 1909 D — 1 406 000, 1909 E — 250 000, 1909 °F — 400 000, 1909 G — 609 824, 1909 J — 10 000, 1910 A — 9 522 312, 1910 D — 1 408 001, 1910 E — 1 242 052, 1910 °F — 1 604 747, 1910 G — 329 516, 1910 J — 1 561 260, 1911 A — 3 178 815, 1911 D — 506 109, 1911 E — 746 523, 1911 G — 892 224, 1911 J — 516 871, 1912 A — 2 590 220, 1912 D — 900 291, 1912 °F — 1 002 745, 1912 J — 362 026
17. ↑  Тираж 50 пфеннигов 1875—1877 по годам и монетным дворам: 1875 A — 7 094 851, 1875 В — 2 799 238, 1875 С — 2 046 678, 1875 D — 4 668 151, 1875 E — 352 505, 1875 °F — 873 895, 1875 G — 2 033 570, 1875 H — 175 060, 1875 J — 2 411 309, 1876 A — 34 475 394, 1876 В — 11 016 100, 1876 С — 10 945 173, 1876 D — 3 651 062, 1876 E — 4 127 389, 1876 °F — 4 448 288, 1876 G — 1 796 560, 1876 H — 1 876 798, 1876 J — 3 588 991, 1877 A — 3 249 711, 1877 В — 3 690 904, 1877 С — 2 387 753, 1877 D — 3 004 195, 1877 E — 1 120 790, 1877 °F — 1 310 579, 1877 H — 621 572, 1877 J — 1 525 628
18. ↑  Тираж 50 пфеннигов 1877—1878 по годам и монетным дворам: 1877 A — 6 745 959, 1877 В — 3 096 918, 1877 С — 2 819 513, 1877 D — 5 315 298, 1877 E — 2 296 740, 1877 °F — 2 145 377, 1877 G — 2 060 538, 1877 H — 1 510 040, 1877 J — 1 337 349, 1878 °F — 364 228
19. ↑  Тираж 50 пфеннигов 1896—1903 по годам и монетным дворам: 1896 A — 388 945, 1898 A — 387 168, 1900 J — 191 792, 1901 A — 194 341, 1902 °F — 95 335, 1903 A — 384 187
20. ↑  Тираж 1 пфеннига по годам (1924—1936) и монетным дворам: 1924A—13 495 839, 1924D—6 206 417, 1924 и 1925 E—10 460 000, 1924F—3 240 000, 1924G—5 100 000, 1924J—24 400 000, 1925A—40 924 571, 1925D—1 558 402, 1925F—5 673 269, 1925G—13 501 969, 1925J—30 299 830, 1927A—4 671 027, 1927D—4 203 085, 1927E—8 000 000, 1927F—2 350 000, 1927G—3 236 000, 1928A—19 299 618, 1928D—10 200 094, 1928F—8 672 585, 1928G—3 764 003, 1929A—37 170 131, 1929D—9 336 679, 1929E—6 600 000, 1929F—3 150 000, 1929G—1 986 400, 1930A—40 996 981, 1930D—6 440 761, 1930E—1 412 000, 1930F—6 415 000, 1930G—5 016 581, 1931A—38 480 582, 1931D—5 998 400, 1931E—12 800 000, 1931F—12 591 319, 1931G—2 622 220, 1932A—17 096 113, 1933A—37 845 645, 1933E—2 944 568, 1933F—5 023 160, 1934A—51 213 728, 1934D—7 408 587, 1934E—4 627 932, 1934F—5 667 151, 1934G—2 450 000, 1934J—4 270 650, 1935A—35 894 038, 1935D—15 489 698, 1935E—8 351 000, 1935F—12 094 068, 1935G—7 454 222, 1935J—8 505 098, 1936A—8 505 098, 1936D—12 261 715, 1936E—2 576 000, 1936F—6 914 532, 1936G—2 940 413, 1936J—5 421 000
21. ↑  Тираж 2 пфеннигов 1924—1936 по годам и монетным дворам: 1924A—19 619 699, 1924D—3 481 652, 1924E—4 253 000, 1924F—4 567 000, 1924G—7 559 611, 1924J—7 489 545, 1925A—22 433 388, 1925D—2 412 442, 1925E—5 414 000, 1925F—4 851 465, 1925G—2 456 258, 1925J—10, 1936A—3 220 045, 1936D—6 525 000, 1936E—572 750, 1936F—3 100 000
22. ↑  Тираж 4 пфеннигов 1932 по монетным дворам: 1932A—27 100 599, 1932D—7 055 000, 1932E—3 729 400, 1932F—5 021 648, 1932G—3 050 290, 1932J—4 093 938
23. ↑  Тираж 5 пфеннигов (1924—1936) по монетным дворам: 1924A—14 468 655, 1924D—8 138 859, 1924E—5 976 000, 1924F—3 134 000, 1924G—4 790 000, 1924J—2 200 000, 1925A—85 238 508, 1925D—39 750 400, 1925E—17 554 000, 1925F—20 990 000, 1925G—10 231 839, 1925J—10 949 928, 1926A—22 377 164, 1926E—5 990 000, 1926F—2 871 136, 1930A—7 418 109, 1935A—19 178 219, 1935D—5 480 249, 1935E—2 383 800, 1935F—4 585 428, 1935G—2 652 048, 1935J—2 614 400, 1936A—36 992 383, 1935D—8 108 128, 1935E—2 980 800, 1935F—6 643 170, 1935G—2 273 773, 1935J—4 469 944
24. ↑  Тираж 10 пфеннигов (1924—1936) по монетным дворам: 1924A—20 822 938, 1924D—9 638 845, 1924E—5 185 000, 1924F—2 758 000, 1924G—4 362 508, 1924J—3 993 350, 1925A—102 319 296, 1925D—36 852 968, 1925E—18 700 000, 1925F—12 516 292, 1925G—10 360 238, 1925J—8 755 370, 1926A—14 390 121, 1926G—1 480 775, 1928A—2 308 360, 1928 и 1929G—2 728 531, 1929A—25 712 174, 1929D—7 048 622, 1929E—3 138 000, 1929F—3 739 850, 1929J—4 086 243, 1930A—7 539 966, 1930D—2 148 408, 1930E—2 089 800, 1930F—2 006 251, 1930G—1 541 679, 1930J—1 636 503, 1931A—9 660 987, 1931D—663 615, 1931F—1 482 264, 1931G—37 500, 1932A—4 528 222, 1932D—2 812 200, 1932E—1 490 518, 1932F—1 805 572, 1932G—136 500, 1933A—1 349 197, 1933G—1 046 000, 1933J—1 634 000, 1934A—3 199 581, 1934D—1 252 080, 1934E—указан совместно с тиражом 1935E, 1934F—100 000, 1934G—150 000, 1935A—35 889 733, 1935D—8 959 712, 1935E—5 965 932, 1935F—7 944 426, 1935G—4 847 483, 1935J—8 994 811
25. ↑  Тираж 50 пфеннигов (1924—1925) по годам и монетным дворам: 1924A—801 483, 1924D—58 714, 1924F—55 432, 1924G—11 224, 1925E—1 805 000
26. ↑  Тираж 50 пфеннигов (1927—1938) по монетным дворам: 1927A—16 309 251, 1927D—2 227 572, 1927E—1 070 000, 1927F—1 940 000, 1927G—1 756 000, 1927J—4 056 000, 1928A—43 864 104, 1928D—14 087 923, 1928E—8 618 000, 1928F—9 954 000, 1928G—6 177 150, 1928J—6 565 386, 1929A—10 297 555, 1929D—1 964 590, 1929F—1 162 173, 1930A—4 127 585, 1930D—1 406 047, 1930E—745 400, 1930F—320 000, 1930G—610 296, 1930J—526 000, 1931A—5 624 390, 1931D—1 124 800, 1931F—1 484 351, 1930G—60 000, 1931J—290 576, 1932E—598 046, 1932G—96 000, 1933G—332 720, 1933J—654 359, 1935A—6 389 828, 1935D—2 812 000, 1935E—745 100, 1935F—2 005 791, 1935G—650 145, 1935J—1 634 597, 1936A—7 696 012, 1936D—843 600, 1936E—1 190 174, 1936F—601 573, 1936G—935 883, 1936J—490 200, 1937A—10 841 546, 1937D—2 814 000, 1937F—1 700 000, 1937J—300 200, 1938E—1 200 000, 1938G—1 298 831, 1938J—1 333 349
27. ↑  Тираж 5 оккупационных пфеннигов по годам и монетным дворам: 1940 A — 11 310 763, 1940 B — 3 020 340, 1940 D — 7 682 000, 1940 E — 2 445 150, 1940 °F — 1 798 461, 1940 G — 1 247 492, 1940 J — 1 678 000, 1941 A — 10 670 418, 1941 °F — 2 049 590
28. ↑  Тираж 10 оккупационных пфеннигов по годам и монетным дворам: 1940 A — 7 435 223, 1940 B — 843 040, 1940 D — 964 000, 1940 E — 510 350, 1940 °F — н/д, 1940 G — 2 264 370, 1940 J — 532 000, 1941 A — 9 469 036, 1941 °F — 651 894
29. ↑  Тираж 1 пфеннига (1945—1946) по монетным дворам: 1945F—2 983 730, 1946F—1 633 061, 1946G—1 500 000
30. ↑  Тираж 5 пфеннигов (1947—1948) по годам и монетным дворам: 1947A—н/д, 1947D—16 528 000, 1948A—н/д, 1948E—7 666 000
31. ↑  Тираж 10 пфеннигов (1945—1948) по годам и монетным дворам: 1945F—5 942 000, 1946F—3 738 000, 1946G—1 600 000, 1947A—н/д, 1947E—2 612 000, 1947F—1 269 000, 1948A—н/д, 1948F—19 579 000
32. ↑  Тираж 1 пфеннига (1948—1950) по монетным дворам: 1948—1950A—243 000 275, 1950E—55 200 000
33. ↑  Тираж 10 пфеннигов (1948—1950) по монетным дворам: 1948—1950A—216 537 385, 1950E—16 000 000
34. ↑  Тираж 1 пфеннига (1952—1953) по годам и монетным дворам: 1952A—297 213 351, 1952E—49 295 502, 1953А—114 001 762, 1953E—50 876 044
35. ↑  Тираж 5 пфеннигов (1952—1953) по годам и монетным дворам: 1952A—113 397 140, 1952E—24 024 000, 1953А—40 993 578, 1953E—28 665 173
36. ↑  Тираж 10 пфеннигов (1952—1953) по годам и монетным дворам: 1952A — 70 426 704, 1952E — 21 497 796, 1953А — 18 610 969, 1953E — 11 500 000
37. ↑  Тираж 1 пфеннига (1960—1990) по годам: 1960 — 101 807 993, 1961 — 101 775 914, 1962 — 81 459 160, 1963 — 101 401 582, 1964 — 98 967 334, 1965 — 38 584 510, 1968 — 813 680 000, 1972 — 4 800 734, 1973 — 5 517 600, 1975 — 202 752 200, 1977 — 61 560 000, 1978 — 200 050 000, 1979 — 100 665 550, 1980 — 153 025 020, 1981 — 200 461 000, 1982 — 99 227 500, 1983 — 150 025 050, 1984 — 137 626 005, 1985 — 125 072 961, 1986 — 73 912 800, 1987 — 50 028 542, 1988 — 75 466 191, 1989 — 84 406 067, 1990 — 15 673 600
38. ↑  Тираж 5 пфеннигов (1960—1990) по годам: 1968 — 282 303 297, 1972 — 51 461 800, 1975 — 84 709 850, 1978 — 43 257 450, 1979 — 46 219 750, 1980 — 32 008 270, 1981 — 33 127 400, 1982 — 943 100, 1983 — 100 915 050, 1984 — 32 020, 1985 — 10 128 741, 1986 — 1 012 800, 1987 — 33 378, 1988 — 35 946 159, 1989 — 21 556 332, 1990 — 50 643 600
39. ↑  Тираж 10 пфеннигов (1963—1990) по годам: 1963 — 21 063 474, 1965 — 55 312 635, 1967 — 96 994 702, 1968 — 207 460 678, 1970 — 13 386 600, 1971 — 66 618 228, 1972 — 5 701 781, 1973 — 11 257 088, 1978 — 40 000 000, 1979 — 54 690 550, 1980 — 20 689 000, 1981 — 40 729 150, 1982 — 40 239 500, 1983 — 40 724 050, 1984 — 37 675, 1985 — 1 022 823, 1986 — 1 012 800, 1987 — 33 392, 1988 — 10 721 304, 1989 — 37 636 248, 1990 — 13 600
40. ↑  Тираж 20 пфеннигов (1969—1990) по годам: 1969 — 167 168 134, 1971 — 24 562 709, 1972 — 5 006 887, 1973 — 2 524 000, 1974 — 7 458 000, 1979 — 318 050, 1980 — 2 215 270, 1981 — 1 008 200, 1982 — 10 482 500, 1983 — 25 831 750, 1984 — 25 046 025, 1985 — 1 571 316, 1986 — 1 159 800, 1987 — 33 224, 1988 — 31 050, 1989 — 14 693 493, 1990 — 13 600
41. ↑  Тираж 1 пфеннига (1960—1990) по годам: 1958 — 101 605 933, 1968 — 19 860 400, 1971 — 35 829 130, 1972 — 8 117 258, 1973 — 6 530 456, 1979 — 1 052 550, 1980 — 1 157 100, 1981 — 10 571 050, 1982 — 79 859 750, 1983 — 1 333 600, 1984 — 31 120, 1985 — 1 577 823, 1986 — 788 800, 1987 — 34 645, 1988 — 31 050, 1989 — 30 900, 1990 — 13 600
42. ↑  Тираж 1 пфеннигов (1948—1949) по годам и монетным дворам: 1948D—46 325 000, 1948F—68 202 926, 1948G—45 603 980, 1948J—79 303 828, 1949D—99 862 985, 1949F—129 935 333, 1949G—70 954 463, 1949J—101 931 670
43. ↑  Тираж 5 пфеннигов 1949 года по монетным дворам: 1949D—60 025 869, 1949F—66 081 822, 1949G—57 356 202, 1949J—68 977 314
44. ↑  Тираж 10 пфеннигов 1949 года по монетным дворам: 1949D—140 558 435, 1949F—120 932 370, 1949G—82 932 721, 1949J—154 095 474
45. ↑  Тираж 50 пфеннигов (1949—1950) по годам и монетным дворам: 1949D—39 108 317, 1949F—45 118 227, 1949G—25 923 787, 1949J—42 323 138, 1950G—30 000
46. ↑  Тираж 1 пфеннига (1950—2001) по годам и монетным дворам: 1950D—772 591 505, 1950F—898 277 019, 1950G—515 673 372, 1950J—784 424 364, 1966D—65 062 962, 1966F—75 030 788, 1966G—48 260 603, 1966J—66 841 923, 1967D—39 081 580, 1967F—45 003 476, 1967G—20 787 387, 1967J—42 583 418, 1968D—32 796 745, 1968F—26 338 321, 1968G—20 381 638, 1968J—23 413 647, 1969D—78 177 388, 1969F—90 172 108, 1969G—61 835 864, 1969J—80 220 686, 1970D—91 150 552, 1970F—105 241 585, 1970G—82 421 495, 1970J—93 454 870, 1971D—116 611 663, 1971F—157 401 129, 1971G—77 674 402, 1971J—120 218 000, 1972D—90 695 916, 1972F—105 014 417, 1972G—60 659 987, 1972J—93 492 000, 1973D—38 975 680, 1973F—45 015 128, 1973G—25 810 871, 1973J—40 057 000, 1974D—90 950 585, 1974F—105 126 282, 1974G—60 547 834, 1974J—93 527 000, 1975D—91 053 258, 1975F—105 050 286, 1975G—60 703 920, 1975J—93 495 120, 1976D—130 227 056, 1976F—150 080 519, 1976G—86 586 050, 1976J—133 543 120, 1977D—143 052 452, 1977F—164 969 062, 1977G—95 045 432, 1977J—146 787 620, 1978D—156 146 510, 1978F—180 291 256, 1978G—104 026 522, 1978J—160 254 120, 1979D—156 354 602, 1979F—180 243 119, 1979G—103 993 034, 1979J—160 289 370, 1980D—156 110 370, 1980F—180 110 370, 1980G—103 910 370, 1980J—160 287 370, 1981D—169 091 120, 1981F—195 091 120, 1981G—112 541 120, 1981J—173 591 120, 1982D—165 836 120, 1982F—191 328 120, 1982G—110 373 620, 1982J—170 298 620, 1983D—169 075 120, 1983F—195 075 120, 1983G—112 513 870, 1983J—173 613 870, 1984D—169 063 870, 1984F—195 063 935, 1984G—112 513 870, 1984J—173 613 870, 1985D—140 456 806, 1985F—162 054 067, 1985G—93 474 731, 1985J—144 233 887, 1986D—130 044 120, 1986F—150 044 120, 1986G—86 544 120, 1986J—133 544 120, 1987D—104 045 120, 1987F—120 045 120, 1987G—69 245 120, 1987J—106 845 120, 1988D—104 045 120, 1988F—120 045 120, 1988G—69 245 120, 1988J—106 845 120, 1989D—104 045 120, 1989F—120 045 120, 1989G—69 245 120, 1989J—106 845 120, 1990D—169 045 120, 1990F—195 045 120, 1990G—112 495 120, 1990J—173 595 120, 1991A—260 000 000, 1991D—273 000 000, 1991F—312 000 000, 1991G—182 000 000, 1991J—273 000 000, 1992A—40 000 000, 1992D—42 000 000, 1992F—48 000 000, 1992G—28 000 000, 1992J—42 000 000, 1993A—40 000 000, 1993D—42 000 000, 1993F—48 000 000, 1993G—28 000 000, 1993J—42 000 000, 1994A—100 000 000, 1994D—105 000 000, 1994F—120 000 000, 1994G—70 000 000, 1994J—105 000 000, 1995A—100 000 000, 1995D—105 000 000, 1995F—120 000 000, 1995G—70 000 000, 1995J—105 000 000, 1996—2001A—80 000 000, 1996—2001D—84 000 000, 1996—2001F—96 000 000, 1996—2001G—56 000 000, 1996—2001J—84 000 000
47. ↑  Тираж 2 пфеннигов (1950—1969) по годам и монетным дворам: 1950D—26 262 525, 1950F—30 278 693, 1950G—17 151 187, 1950J—27 216 456, 1958D—19 440 000, 1958F—30 000 272, 1958G—15 254 847, 1958J—21 250 000, 1959D—19 690 389, 1959F—19 139 885, 1959G—12 898 624, 1959J—25 481 709, 1960D—21 978 994, 1960F—15 915 079, 1960G—5 657 071, 1960J—17 798 772, 1961D—26 661 725, 1961F—28 713 940, 1961G—18 060 172, 1961J—22 147 000, 1962D—21 297 024, 1962F—41 316 442, 1962G—17 297 499, 1962J—30 705 794, 1963D—7 648 000, 1963F—23 856 828, 1963G—35 837 642, 1963J—42 884 445, 1964D—20 336 000, 1964F—28 296 161, 1964G—18 430 613, 1964J—13 369 644, 1965D—48 541 083, 1965F—45 477 575, 1965G—13 584 122, 1965J—33 397 452, 1966D—65 076 941, 1966F—52 543 627, 1966G—40 803 543, 1966J—46 753 906, 1967D—25 997 009, 1967F—30 005 906, 1967G—6 280 000, 1967J—26 725 077, 1968D—19 522 932 (вместе с монетами следующего типа), 1968G—15 357 169, 1969J—н/д
48. ↑  Тираж 2 пфеннигов (1968—2001) по годам и монетным дворам: 1968D—см. предыдущий тип, 1968F—22 604 848, 1968G—13 004 489, 1968J—20 026 093, 1969D—39 011 998, 1969F—45 033 770, 1969G—32 157 307, 1969J—40 102 317, 1970D—45 525 471, 1970F—73 856 515, 1970G—30 330 292, 1970J—46 730 151, 1971D—71 755 467, 1971F—82 772 864, 1971G—47 849 870, 1971J—73 640 688, 1972D—52 403 417, 1972F—60 280 172, 1972G—34 863 512, 1972J—53 673 000, 1973D—26 190 166, 1973F—30 169 111, 1973G—17 379 317, 1973J—26 830 000, 1974D—58 666 692, 1974F—67 630 659, 1974G—39 007 267, 1974J—60 195 000, 1975D—58 634 481, 1975F—67 728 203, 1975G—39 391 095, 1975J—60 207 120, 1976D—78 074 758, 1976F—90 173 592, 1976G—51 988 104, 1976J—80 145 120, 1977D—84 515 889, 1977F—97 554 352, 1977G—56 310 958, 1977J—86 887 620, 1978D—84 645 262, 1978F—97 684 155, 1978G—56 367 436, 1978J—87 027 620, 1979D—91 189 927, 1979F—105 168 184, 1979G—60 771 972, 1979J—93 539 120, 1980D—65 110 370, 1980F—75 110 370, 1980G—43 360 370, 1980J—66 860 370, 1981D—71 591 120, 1981F—82 591 120, 1981G—47 666 120, 1981J—73 516 120, 1982D—77 436 120, 1982F—89 328 120, 1982G—51 553 620, 1982J—79 518 620, 1983D—71 575 120, 1983F—82 575 120, 1983G—47 650 120, 1983J—73 500 120, 1984D—58 563 870, 1984F—67 563 935, 1984G—38 988 870, 1984J—60 138 870, 1985D—19 556 806, 1985F—22 554 067, 1985G—13 029 731, 1985J—20 078 997, 1986D—39 044 120, 1986F—45 044 120, 1985G—25 994 120, 1986J—40 094 120, 1987D—6 545 120, 1987F—7 545 120, 1987G—4 370 120, 1987J—6 695 120, 1988D—52 045 120, 1988F—60 045 120, 1988G—34 645 120, 1988J—53 445 120, 1989D—52 045 120, 1989F—60 045 120, 1989G—34 645 120, 1989J—53 445 120, 1990D—71 545 120, 1990F—82 545 120, 1990G—47 620 120, 1990J—73 470 120, 1991A—115 000 000, 1991D—120 750 000, 1991F—138 000 000, 1991G—80 500 000, 1991J—120 750 000, 1992A—60 000 000, 1992D—63 000 000, 1992F—72 000 000, 1992G—42 000 000, 1992J—63 000 000, 1993A—10 000 000, 1993D—10 500 000, 1993F—12 000 000, 1993G—7 000 000, 1993J—10 500 000, 1994A—55 000 000, 1994D—57 750 000, 1994F—66 000 000, 1994G—38 500 000, 1994J—57 750 000, 1995A—100 000 000, 1995D—105 000 000, 1995F—120 000 000, 1995G—70 000 000, 1995J—105 000 000, 1996—2001A—40 000 000, 1996—2001D—42 000 000, 1996—2001F—48 000 000, 1996—2001G—28 000 000, 1996—2001J—42 000 000
49. ↑  Тираж 5 пфеннигов (1950—2001) по годам и монетным дворам: 1950D—271 962 143, 1950F—342 284 033, 1950G—180 492 176, 1950J—285 282 756, 1966D—26 035 893, 1966F—30 047 732, 1966G—17 332 584, 1966J—26 740 599, 1967D—10 418 350, 1967F—12 013 773, 1967G—1 736 000, 1967J—10 706 211, 1968D—13 046 907, 1968F—15 029 039, 1968G—13 854 964, 1968J—13 362 338, 1969D—23 488 481, 1969F—27 051 398, 1969G—15 630 841, 1969J—24 120 435, 1970D—39 940 099, 1970F—45 521 941, 1970G—27 637 767, 1970J—40 872 935, 1971D—57 345 490, 1971F—66 434 048, 1971G—38 284 466, 1971J—58 566 000, 1972D—52 325 012, 1972F—60 300 174, 1972G—34 718 676, 1972J—54 218 000, 1973D—15 595 519, 1973F—18 048 386, 1973G—10 390 987, 1973J—16 055 000, 1974D—15 768 621, 1974F—18 177 844, 1974G—10 507 725, 1974J—16 055 000, 1975D—15 714 890, 1975F—18 055 849, 1975G—10 466 021, 1975J—16 201 120, 1976D—47 091 157, 1976F—54 412 872, 1976G—31 366 899, 1976J—48 321 120, 1977D—52 159 230, 1977F—60 174 601, 1977G—34 740 585, 1977J—53 531 620, 1978D—41 755 483, 1978F—48 070 736, 1978G—27 811 179, 1978J—42 823 620, 1979D—41 777 454, 1979F—48 224 016, 1979G—27 841 344, 1979J—42 809 120, 1980D—52 110 370, 1980F—60 110 370, 1980G—34 710 370, 1980J—53 487 370, 1981D—57 291 120, 1981F—66 091 120, 1981G—38 151 120, 1981J—58 831 120, 1982D—57 546 120, 1982F—66 378 120, 1982G—38 319 120, 1982J—59 093 120, 1983D—46 875 120, 1983F—54 075 120, 1983G—31 215 120, 1983J—48 135 120, 1984D—36 463 870, 1984F—42 063 935, 1984G—24 283 870, 1984J—37 443 870, 1985D—15 656 806, 1985F—18 054 067, 1985G—10 434 731, 1985J—16 073 887, 1986D—36 444 120, 1986F—42 044 120, 1986G—24 264 120, 1986J—37 424 120, 1987D—52 045 120, 1987F—60 045 120, 1987G—34 645 120, 1987J—53 445 120, 1988D—62 445 120, 1988F—72 045 120, 1988G—41 565 120, 1988J—64 125 120, 1989D—93 645 120, 1989F—108 045 120, 1989G—62 325 120, 1989J—96 165 120, 1990A—70 000 000, 1990D—93 645 120, 1990F—108 045 120, 1990G—62 325 120, 1990J—96 165 120, 1991A—128 000 000, 1991D—134 400 000, 1991F—153 600 600, 1991G—89 600 000, 1991J—134 400 000, 1992A—28 000 000, 1992D—29 400 000, 1992F—33 600 000, 1992G—19 600 000, 1992J—29 400 000, 1993A—36 000 000, 1993D—37 800 000, 1993F—43 200 000, 1993G—25 200 000, 1993J—37 800 000, 1994A—38 000 000, 1994D—39 900 000, 1994F—45 600 000, 1994G—26 600 000, 1994J—39 900 000, 1995A—48 000 000, 1995D—50 400 000, 1995F—57 600 000, 1995G—33 600 000, 1995J—50 400 000, 1996—2001A—48 000 000, 1996—2001D—50 400 000, 1996—2001F—57 600 000, 1996—2001G—33 600 000, 1996—2001J—50 400 000
50. ↑  Тираж 10 пфеннигов (1950—2001) по годам и монетным дворам: 1950D—393 209 024, 1950F—523 513 756, 1950G—309 044 921, 1950J—402 451 585, 1966D—31 219 701, 1966F—36 097 314, 1966G—25 338 173, 1966J—32 116 128, 1967D—15 632 270, 1967F—18 040 516, 1967G—1 518 000, 1967J—16 051 035, 1968D—5 207 434, 1968F—6 013 164, 1968G—12 383 619, 1968J—5 422 023, 1969D—41 692 657, 1969F—48 089 218, 1969G—48 760 056, 1969J—42 755 836, 1970D—54 085 092, 1970F—60 091 188, 1970G—35 899 605, 1970J—40 115 312, 1971D—54 021 560, 1971F—92 542 261, 1971G—88 614 048, 1971J—65 622 180, 1972D—104 344 960, 1972F—110 185 513, 1972G—71 765 777, 1972J—96 991 000, 1973D—26 051 543, 1973F—30 070 849, 1973G—17 294 411, 1973J—40 115 312, 1974D—15 707 165, 1974F—18 170 298, 1974G—10 449 726, 1974J—16 056 000, 1975D—15 697 383, 1975F—18 086 536, 1975G—10 445 911, 1975J—16 154 120, 1976D—65 243 450, 1976F—75 325 126, 1976G—43 414 583, 1976J—66 973 120, 1977D—65 039 893, 1977F—75 103 198, 1977G—43 333 226, 1977J—66 849 620, 1978D—91 146 930, 1978F—105 169 767, 1978G—60 660 053, 1978J—93 558 620, 1979D—104 127 790, 1979F—120 081 336, 1979G—69 342 422, 1979J—106 889 120, 1980D—93 710 370, 1980F—108 110 370, 1980G—62 390 370, 1980J—96 230 370, 1981D—104 091 120, 1981F—120 091 120, 1981G—69 291 120, 1981J—106 891 120, 1982D—88 486 120, 1982F—102 078 120, 1982G—58 906 120, 1982J—90 866 120, 1983D—33 875 120, 1983F—39 075 120, 1983G—22 565 120, 1983J—34 785 120, 1984D—52 063 870, 1984F—60 063 935, 1984G—34 663 870, 1984J—53 463 870, 1985D—78 056 806, 1985F—90 054 067, 1985G—51 954 731, 1985J—80 153 887, 1986D—41 644 120, 1986F—48 044 120, 1986G—27 724 120, 1986J—42 764 120, 1987D—58 545 120, 1987F—67 545 120, 1987G—38 970 120, 1987J—60 120 120, 1988D—109 245 120, 1988F—126 045 120, 1988G—72 705 120, 1988J—112 185 120, 1989D—119 645 120, 1989F—138 045 120, 1989G—79 625 120, 1989J—122 865 120, 1990A—100 000 100, 1990D—156 045 120, 1990F—180 045 120, 1990G—103 845 120, 1990J—160 245 120, 1991A—170 000 000, 1991D—178 500 000, 1991F—204 000 000, 1991G—119 000 000, 1991J—178 500 000, 1992A—80 000 000, 1992D—84 000 000, 1992F—96 000 000, 1992G—56 000 000, 1992J—84 000 000, 1993A—80 000 000, 1993D—84 000 000, 1993F—96 000 000, 1993G—56 000 000, 1993J—84 000 000, 1994A—100 000 000, 1994D—105 000 000, 1994F—120 000 000, 1994G—70 000 000, 1994J—105 000 000, 1995A—110 000 000, 1995D—115 500 000, 1995F—132 000 000, 1995G—77 000 000, 1995J—115 500 000, 1996—2001A—90 000 000, 1996—2001D—94 500 000, 1996—2001F—108 000 000, 1996—2001G—63 000 000, 1996—2001J—94 500 000
51. ↑  Тираж 50 пфеннигов (1950—2001) по годам и монетным дворам: 1950D—100 734 590, 1950F—115 595 291, 1950G—66 420 900, 1950J—102 735 631, 1966D—8 328 141, 1966F—9 605 149, 1966G—5 542 650, 1966J—8 568 635, 1967D—5 206 563, 1967F—6 006 758, 1967G—1 842 885, 1967J—10 683 126, 1968D—7 808 590, 1968F—9 007 346, 1968G—6 817 528, 1968J—2 672 146, 1969D—14 560 797, 1969F—16 809 198, 1969G—9 703 875, 1969J—14 968 927, 1970D—25 293 762, 1970F—26 460 366, 1970G—11 954 638, 1970J—10 683 420, 1971D—23 393 381, 1971F—29 753 876, 1971G—15 556 372, 1971J—24 043 756, 1972D—26 008 209, 1972F—30 051 005, 1972G—17 337 200, 1972J—26 706 602, 1973D—7 809 804, 1973F—9 003 025, 1973G—5 200 720, 1973J—8 010 756, 1974D—18 263 836, 1974F—21 071 243, 1974G—12 159 240, 1974J—18 752 000, 1975D—13 098 297, 1975F—15 046 304, 1975G—8 718 439, 1975J—13 422 120, 1976D—10 454 355, 1976F—12 090 882, 1976G—6 969 122, 1976J—10 759 120, 1977D—10 486 926, 1977F—12 081 003, 1977G—6 990 540, 1977J—10 758 620, 1978D—10 454 120, 1978F—12 053 933, 1978G—6 975 132, 1978J—10 724 620, 1979D—10 489 120, 1979F—12 089 345, 1979G—7 009 120, 1979J—10 754 120, 1980D—23 510 370, 1980F—27 110 370, 1980G—15 680 370, 1980J—24 139 370, 1981D—23 491 120, 1981F—27 091 120, 1981G—15 661 120, 1981J—24 121 120, 1982D—22 316 120, 1982F—25 728 120, 1982G—14 877 620, 1982J—22 914 120, 1983D—20 875 120, 1983F—24 075 120, 1983G—13 915 120, 1983J—21 435 120, 1984D—11 763 870, 1984F—13 563 935, 1984G—7 848 870, 1984J—12 078 870, 1985D—15 708 806, 1985F—18 114 067, 1985G—10 469 331, 1985J—16 127 287, 1986D—2 124 120, 1986F—2 444 120, 1986G—1 428 120, 1986J—2 180 120, 1987D—565 120, 1987F—645 120, 1987G—391 120, 1987J—579 120, 1988D—4 205 120, 1988F—4 845 120, 1988G—2 813 120, 1988J—4 317 120, 1989D—36 445 120, 1989F—42 045 120, 1989G—24 265 120, 1989J—37 425 120, 1990A—150 000 000, 1990D—58 545 120, 1990F—67 045 120, 1990G—38 970 120, 1990J—60 120 120, 1991A—22 000 000, 1991D—23 100 000, 1991F—26 400 000, 1991G—15 400 000, 1991J—23 100 000, 1992A—18 000 000, 1992D—18 900 000, 1992F—21 600 000, 1992G—12 600 000, 1992J—18 900 000, 1993A—16 000 000, 1993D—16 800 000, 1993F—19 200 000, 1993G—11 200 000, 1993J—16 800 000, 1994A—7 500 000, 1994D—7 875 000, 1994F—9 000 000, 1994G—5 250 000, 1994J—7 875 000, 1995A—1 300 000, 1995D—1 365 000, 1995F—20 000, 1995G—20 000, 1995J—150 000, 1996—2001—н/д